# 2019 na televisão brasileira
A seguir há uma lista de eventos relacionados à televisão brasileira em 2019. Os eventos listados incluem estreias, cancelamentos e finais de programas de televisão; lançamento, encerramento e rebrandings de canais; estações locais mudando de afiliação de rede; e informações sobre controvérsias e disputas de carregamento.

## Eventos notáveis

### Janeiro
| Data  | Evento |
| ----- | --- |
| 1.º   | As principais redes de televisão e canais de notícias do Brasil realizam a cobertura da posse do presidente Jair Bolsonaro, ao vivo de Brasília, Distrito Federal. Algumas emissoras locais também realizam coberturas da posse de governadores eleitos nas eleições estaduais de 2018. |
| 6     | A TNT transmite a 76.ª edição dos Prêmios Globo de Ouro. |
| 9     | Transição do sinal televisivo analógico para o digital: As cidades de Caarapó, Deodápolis, Douradina, Dourados, Itaporã e Vicentina no estado de Mato Grosso do Sul; Alpercata, Governador Valadares e Periquito no estado de Minas Gerais; Marabá no estado do Pará; Petrolina no estado de Pernambuco, além de Juazeiro e Sobradinho no estado da Bahia; Ilha Grande e Parnaíba no estado do Piauí, além de Araioses no estado do Maranhão; Mossoró no estado do Rio Grande do Norte têm o sinal analógico desligado, mantendo apenas o sinal digital em funcionamento. |
| 12    | Na Rede Globo, três dias antes da estreia da 19.ª temporada do reality show Big Brother Brasil, o participante Fábio Alano foi desclassificado por quebrar uma regra contratual que impedia a participação de pessoas que possuíssem patrocínio de empresas. Como lutador de artes marciais, Fábio era patrocinado por uma empresa de roupas de ginástica (que não teve o nome divulgado) e acabou por omitir esta informação durante a seletiva para o reality show. As chamadas de estreia do programa com o perfil do participante deixaram de ser exibidas nos intervalos da programação tão logo sua desclassificação foi anunciada à imprensa, e o reality show estreou com 17 confinados em vez de 18. |
| 13    | A TNT transmite a 24.ª edição dos Critics' Choice Movie Awards. |
| 14    | A RecordTV anuncia Antonio Guerreiro como novo vice-presidente de jornalismo, substituindo Douglas Tavolaro, que ocupava a função há quase 10 anos. Tavolaro também deixa a RecordTV, onde era funcionário desde 2004, para trabalhar na implantação da CNN Brasil. |
| 14    | Os empresários Douglas Tavolaro e Rubens Menin anunciam a criação de uma versão brasileira da CNN, canal de notícias americano. A futura emissora terá a marca licenciada pela Turner Broadcasting System (ou seja, não será uma filial própria) e a princípio, tinha previsão de lançamento no segundo semestre de 2019. |
| 20    | Com a transmissão do jogo entre Corinthians-Guarulhos e Vôlei Taubaté, a TV Gazeta encerra a parceria feita com a Confederação Brasileira de Voleibol para a transmissão dos jogos da temporada 2018-19 da Superliga masculina, após ter exibido apenas sete partidas. O acordo, que também previa a transmissão de jogos (que não foram ao ar) da Superliga feminina chegou ao fim após a emissora alegar que o calendário estava "bastante apertado". |
| 23    | Na Rede Globo, o participante da 19.ª temporada do reality show Big Brother Brasil, Vanderson Gomes de Brito, é expulso do programa após receber uma intimação da Delegacia de Atendimento à Mulher de Jacarepaguá para prestar depoimento sobre supostos casos de estupro, agressão física e importunação ofensiva ao pudor contra três mulheres em sua cidade natal, Rio Branco, Acre. A direção do programa decidiu não substitui-lo por um outro confinado. |
| 25—27 | A maior parte das redes de televisão, além de emissoras baseadas em Belo Horizonte, Minas Gerais cancela ou modifica atrações da grade de programação para providenciar cobertura jornalística sobre o rompimento de uma barragem em Brumadinho, através do aumento de duração dos seus telejornais ou boletins/plantões jornalísticos. A cobertura prosseguiu sem grandes alterações nas programações depois de 27 de janeiro. |
| 27    | A TNT transmite a 25.ª edição dos Prêmios Screen Actors Guild. |

### Fevereiro
| Data  | Evento |
| ----- | --- |
| 1.º   | Na Rede Bandeirantes, Paloma Tocci deixa a bancada do Jornal da Band. Lana Canepa passa a apresentar interinamente a atração. |
| 1.º—2 | O Multishow transmite ao vivo de Xangri-lá, Rio Grande do Sul a 24.ª edição do Planeta Atlântida. |
| 2     | Durante a transmissão ao vivo do Brasil Urgente pela Rede Bandeirantes, o repórter Lucas Martins, que fazia a cobertura dos trabalhos de resgate de vítimas do rompimento de uma barragem em Brumadinho é detido pela Polícia Militar de Minas Gerais após invadir uma área restrita que estava sem isolamento. O repórter e seu cinegrafista foram liberados após o comando das operações intervir na situação. |
| 3     | A ESPN transmite o Super Bowl LIII. |
| 8     | O Animal Planet estreia nova identidade visual. |
| 8     | No SBT, Leo Dias pede um novo afastamento de suas funções no Fofocalizando em razão de uma recaída nas drogas. Há cerca de seis meses, ele havia iniciado um tratamento e havia deixado o programa por algumas semanas em setembro de 2018. |
| 10    | A TNT transmite a 61.ª edição do Grammy Award. |
| 11    | A RedeTV! anuncia a transmissão da Copa Sul-Americana de 2019 e do Campeonato Italiano de Futebol (temporadas 2018–19 e 2019–20), após sublicenciar os direitos em TV aberta com a plataforma de streaming DAZN. O acordo permite a exibição de um jogo por rodada em cada uma das competições. |
| 11    | Na Rede Bandeirantes, Fábio Pannunzio passa a apresentar interinamente o Jornal da Band ao lado de Lana Canepa, após a morte de Ricardo Boechat. |
| 16    | Na TV Verdes Mares de Fortaleza, Ceará, o apresentador e locutor esportivo Kaio Cézar se demite ao vivo ao fim da edição do Globo Esporte, após problemas de bastidores com a emissora e o diretor de programação Paulo César Norões. |
| 18    | A empresa norueguesa StormGeo adquire 30% da TV Climatempo, ao mesmo tempo em que 51% do instituto de meteorologia Climatempo passa a ser de sua propriedade. |
| 19    | A ESPN Brasil fecha parceria com a Liga de Basquete Feminino para a transmissão de jogos da temporada 2019, substituindo a TV Gazeta. |
| 23    | A Rede Meio Norte transmite o Corso de Teresina. |
| 23    | A Rede Cultura do Pará transmite os desfiles das escolas de samba do Grupo Especial de Belém. |
| 23    | A Rede Gazeta transmite os desfiles das escolas de samba do Grupo Especial de Vitória. |
| 23    | A Rede Liberal transmite a 73.ª edição do concurso Rainha das Rainhas. |
| 24    | A Rede Globo e a TNT transmitem a 91.ª edição do Oscar. |
| 26    | Após o CADE rejeitar a fusão dos ativos brasileiros da 21st Century Fox com a The Walt Disney Company, por considerar que a venda dos canais Fox Sports para a proprietária da ESPN iria criar um monopólio entre os canais esportivos existentes, a Disney resolve colocar os ativos à venda para concluir o processo. O CADE também restringiu que a Disney contrate profissionais e participe das licitações de direitos de transmissão pertencentes ao Fox Sports atualmente por um determinado período de tempo que não foi revelado. |
| 27    | Na Rede Globo, Fernando Rocha deixa a apresentação do Bem Estar. |

### Março
| Data  | Evento |
| ----- | --- |
| 1.º—5 | As principais emissoras de TV (exceto a RecordTV) realizam a cobertura do Carnaval de 2019, sendo que: - A Rede Globo exibe o Globeleza com os desfiles das escolas de samba de São Paulo e Rio de Janeiro e o carnaval do Recife na TV Globo Nordeste. A Rede Bahia cobre localmente o carnaval de Salvador no Bahia Folia; - O SBT exibe o SBT Folia, mostrando o carnaval de Salvador em parceria com a TV Aratu; - A Rede Bandeirantes exibe o Band Folia, mostrando o carnaval de Salvador, São Paulo e Rio de Janeiro; - A RedeTV! exibe o Bastidores do Carnaval 2019; - A TV Cultura exibe o carnaval do Recife em parceria com a TV Nova; - A RBTV exibe o RB Folia com o carnaval de Salvador. |
| 2     | A TV A Crítica transmite os desfiles das escolas de samba do Grupo Especial de Manaus. |
| 2     | A NSC TV transmite os desfiles das escolas de samba do Grupo Especial de Florianópolis. |
| 6     | Na TV Gazeta, Laerte Vieira passa a apresentar o Jornal da Gazeta ao lado de Luciana Magalhães. |
| 9     | A Rede Bandeirantes transmite a 65.ª edição do Miss Brasil. |
| 11    | Na Rede Bandeirantes, o Melhor da Tarde com Catia Fonseca ganha novo cenário, vinheta de abertura e grafismos. |
| 11    | No SBT, o Programa do Ratinho ganha novo cenário. |
| 11    | No SBT, o Operação Mesquita passa a ser exibido diariamente. |
| 13    | A maior parte das redes de televisão, além de emissoras baseadas em São Paulo, SP cancela ou modifica atrações da grade de programação para providenciar cobertura jornalística sobre o massacre em uma escola em Suzano, através do aumento de duração dos seus telejornais ou boletins/plantões jornalísticos. |
| 17    | Na RecordTV, Eduardo Ribeiro passa a apresentar o Domingo Espetacular, juntamente com Paulo Henrique Amorim, Janine Borba, Thalita Oliveira e Patrícia Costa. |
| 18    | Na Rede Globo, Mariana Ferrão deixa a apresentação do Bem Estar, sendo substituída por Michelle Loreto. |
| 20    | É concluído o processo de aquisição da 21st Century Fox pela Disney, e com os isso os canais brasileiros controlados pela Fox Networks Group Latin America tornam-se parte da The Walt Disney Company América Latina, subsidiária da Walt Disney Direct-to-Consumer & International. |
| 20    | A BandNews TV estreia nova identidade visual vinhetas, logotipos e grafismos para seus programas e telejornais. |
| 25    | Na RedeTV!, o TV Fama ganha novo cenário, vinheta de abertura e grafismos. |
| 26    | Na Rede Globo, o nono paredão da 19.ª temporada do Big Brother Brasil, entre as participantes Carolina Peixinho, Elana Valenária e Paula von Sperling, alcança a expressiva marca de 202.406.432 votos, recorde mundial de todas as edições e versões do Big Brother e de outras franquias de reality shows. A marca foi ultrapassada um ano depois, durante a 20.ª temporada do programa. |
| 27    | Na Rede Globo, Cristiane Dias deixa a coluna de esportes do Bom Dia Brasil após não ter seu contrato com a emissora renovado. O posto da apresentadora foi assumido por Carol Barcellos a partir de 28 de março. |
| 29    | A RedeTV! promoveu cortes em 40% da sua folha de pagamento para reduzir custos, tendo demitido entre outros profissionais o diretor de programação Francisco Almeida. A emissora no entanto disse estar promovendo um re-equacionamento estratégico, que na média não chegou a 10% dos funcionários. |

### Abril
| Data  | Evento |
| ----- | --- |
| 2     | A Rede Bandeirantes anuncia a contratação do executivo Antônio Zimmerle para a direção de programação, substituindo Marco Antônio Zago, que passa a ser diretor de operações comerciais. |
| 3     | A TV Alvorada, afiliada da Rede Globo em Floriano, Piauí é atingida por uma descarga elétrica que tira a emissora do ar entre 17h17 e 19h34 e danifica seus equipamentos de transmissão. A programação local ficou comprometida, e em 4 de abril foi levado ao ar de maneira precária o PITV 2.ª edição, informando aos telespectadores os prejuízos causados. Por conta do ocorrido, a TV Alvorada passou a repetir integralmente a programação da TV Clube de Teresina até restabelecer plenamente suas operações. |
| 5—7   | O Multishow e o Bis transmitem a 8.ª edição do Lollapalooza Brasil. A Rede Globo exibiu compactos dos shows do evento. |
| 10    | A TV Brasil estreia nova identidade visual. |
| 13    | O DAZN anuncia a aquisição dos direitos de transmissão do Campeonato Brasileiro de Futebol - Série C em todas as plataformas (TV aberta, TV por assinatura e streaming) que até 2018 pertenciam aos canais Esporte Interativo, por uma quantia de R$ 20 milhões. Como parte do acordo, a Confederação Brasileira de Futebol também exige que a empresa procure um parceiro de TV para sublicenciar os direitos, que acaba por ser a Rede Bandeirantes e suas afiliadas nas regiões Norte e Nordeste. |
| 16    | Uma equipe da TV Antena 10, afiliada da RecordTV em Teresina, Piauí sofreu um assalto enquanto retornava de uma reportagem. Três criminosos armados abordaram o veículo da emissora, levando além do próprio carro, equipamentos e celulares pertencentes ao repórter Ravi Marques e ao cinegrafista Cardoso. O carro foi encontrado pela Polícia Militar horas depois, abandonado em uma rua do bairro Promorar, junto com a câmera usada pelo cinegrafista. |
| 20    | A TV Globo Nordeste e as afiliadas da Rede Globo no Nordeste e Norte exibem o especial da Paixão de Cristo de Nova Jerusalém. |
| 25—27 | A TV Globo Nordeste e as afiliadas da Rede Globo no Nordeste exibem ao vivo de Garanhuns, Pernambuco a 6.ª edição do Festival Viva Dominguinhos. |
| 27    | Tem início a 63.ª edição do Campeonato Brasileiro de Futebol, que marca também a estreia da Turner Broadcasting System Latin America (Esporte Interativo) nas suas transmissões por conta do acordo firmado com sete dos vinte clubes até 2024 (começando com a partida entre Palmeiras e Fortaleza em 28 de abril), além do risco de apagão televisivo em partidas que envolvam Palmeiras e Athletico Paranaense por falta de acordo destes com o Grupo Globo (Rede Globo, SporTV e Premiere). Após o Palmeiras firmar acordo com o Grupo Globo, apenas o Athletico Paranaense passou a ter parte dos seus jogos sem transmissão televisiva por não ter vendido os direitos para o pay-per-view. |
| 28    | O SBT exibe a 58.ª edição do Troféu Imprensa. |
| 29    | No SBT, os telejornais e programas jornalísticos estreiam novos cenários, vinhetas de aberturas e grafismos. |
| 29    | No SBT, o Fofocalizando ganha novo cenário. |

### Maio
| Data    | Evento |
| ------- | --- |
| 2       | A Rede Bandeirantes anuncia a aquisição dos direitos de transmissão do Campeonato Brasileiro de Futebol Feminino das série A1 e A2, após acordo firmado com a Confederação Brasileira de Futebol. |
| 5       | Na RecordTV, Janine Borba deixa a apresentação do Domingo Espetacular. |
| 6       | Um carro de reportagem da TV Vitória, afiliada da RecordTV em Vitória, Espírito Santo foi incendiado por criminosos enquanto uma equipe da emissora cobria uma operação policial no Morro do Bonfim. O Corpo de Bombeiros foi acionado para apagar as chamas do veículo e ninguém se feriu.                                                  |
| 11      | Na GloboNews, Renata Capucci passa a apresentar o Via Brasil, substituindo Luiza Zveiter. |
| 13      | A Rede Bandeirantes fecha acordo com a National Basketball Association para transmitir as finais da temporada 2018–19. |
| 13      | Na Rede Bandeirantes, Eduardo Oinegue assume a bancada do Jornal da Band ao lado de Lana Canepa, substituindo Ricardo Boechat. |
| 19      | Na Rede Bandeirantes, Paloma Tocci passa a apresentar o Band Esporte Clube, substituindo Fernando Fernandes. O programa também ganha novo cenário, vinheta de abertura e grafismos. |
| 21      | O conselho curador da Fundação Padre Anchieta, mantenedora da TV Cultura, nomeia o executivo José Roberto Maluf para a presidência da instituição, substituindo Marcos Mendonça, que estava no cargo desde 2013. |
| 23—15/6 | A Rede Bandeirantes e o SporTV realizam a cobertura da Copa do Mundo FIFA Sub-20 de 2019. |
| 27      | A maior parte das redes de televisão cancela ou modifica atrações da grade de programação para providenciar cobertura jornalística sobre o acidente aéreo que matou o cantor Gabriel Diniz, através do aumento de duração dos seus telejornais ou boletins/plantões jornalísticos.                                                           |
| 28      | No SBT, a repórter Márcia Dantas sofre uma tentativa de furto enquanto cobria ao vivo para o Fofocalizando o velório do cantor Gabriel Diniz em João Pessoa, Paraíba. O suspeito Geraldo Martins do Rio, que já tinha cumprido pena por outros crimes e estava em liberdade desde 21 de maio, foi imediatamente detido pela Polícia Militar. |
| 28      | A Rede Bandeirantes anuncia a saída do executivo Juca Silveira, que trabalhava há 33 anos na emissora e estava em sua direção geral desde novembro de 2018. |
| 29      | O SBT e suas afiliadas na Região Nordeste do Brasil renovam os direitos de transmissão em TV aberta da Copa do Nordeste de Futebol com a Liga do Nordeste para o triênio 2020-2022. O anúncio foi feito oficialmente durante a final da Copa do Nordeste de Futebol de 2019                                                                  |

### Junho
| Data   | Evento |
| ------ | --- |
| 2      | Na Rede Globo, Felipe Andreoli deixa a apresentação do Esporte Espetacular. |
| 5      | A Rede Globo afastou das funções dois de seus repórteres após controvérsias que contrariaram as diretrizes éticas do jornalismo da emissora. Mauro Naves foi suspenso em meio a acusação de estupro envolvendo o jogador de futebol Neymar Jr. e Najila Trindade Mendes, por ter repassado os contatos do pai e empresário do jogador, Neymar da Silva Santos, para o advogado da vítima José Edgard Bueno, de modo a obter a história com exclusividade. Já Ana Helena Goebel foi suspensa após a matéria feita com o jogador de futebol Gustavo Cuéllar (Flamengo) para o Globo Esporte criar uma narrativa de que o passe do jogador estava valorizado e pretendido por clubes europeus, o que não estava acontecendo. Uma vez que Goebel é casada com o empresário do jogador, Gianfranco Petruzziello, a reportagem teria visado supostos interesses pessoais. Cerca de um mês após o afastamento de ambos, a Globo decidiu por restituir Goebel em suas funções após uma sindicância interna comprovar que não houve propósito pessoal da repórter ao realizar a reportagem, e optou por demitir Naves após 31 anos de serviços prestados, com a comprovação de que houve interferência do repórter no caso envolvendo o jogador. |
| 7—7/7  | A Rede Globo, Rede Bandeirantes e SporTV realizam a cobertura da Copa do Mundo de Futebol Feminino de 2019. |
| 9      | Na Rede Globo, Lucas Gutierrez passa a fazer dupla com Bárbara Coelho e substitui Felipe Andreoli no Esporte Espetacular. |
| 10     | Na TV Cultura, Joyce Ribeiro passa a fazer dupla com Aldo Quiroga e substitui Andressa Boni no Jornal da Cultura 1.ª edição, enquanto Willian Corrêa reassume a direção de jornalismo da emissora e a apresentação do Jornal da Cultura, substituindo Joyce Ribeiro. |
| 14—7/7 | A Rede Globo e o SporTV realizam a cobertura da Copa América de 2019. |
| 23     | Na RecordTV, Paulo Henrique Amorim deixa a apresentação do Domingo Espetacular. |
| 25—3/7 | Foi deflagrada uma greve de jornalistas em Alagoas, convocada pelo Sindicato dos Jornalistas Profissionais do Estado de Alagoas (SindJornal) após as emissoras de televisão do estado não entrarem em acordo sobre a redução de 40% no piso salarial dos profissionais. A greve afetou diretamente a programação da TV Gazeta (afiliada a Rede Globo), TV Pajuçara (afiliada a RecordTV) e TV Ponta Verde (afiliada ao SBT), que ficaram apenas com parte dos seus departamentos de jornalismo em funcionamento. O movimento foi encerrado 9 dias depois, após o Tribunal Regional do Trabalho da 19.ª Região decretar a redução no piso salarial dos jornalistas sem efeito e ordenar um aumento de 3% no mesmo. |
| 28—30  | A TV A Crítica, Inova TV e a TV Cultura transmitem a 54.ª edição do Festival Folclórico de Parintins. |

### Julho
| Data           | Evento |
| -------------- | --- |
| 2              | Na TV Cultura, Willian Corrêa deixa a direção de jornalismo da emissora e a apresentação do Jornal da Cultura, apenas 25 dias depois de ter assumido os cargos, devido a conflitos de bastidores com a direção. Com a saída de Corrêa, Ana Paula Couto assumiu a apresentação do telejornal em 3 de julho. |
| 8, 15, 22 e 29 | A Record News exibe A Voz das Religiões Afro, um programa em formato de direito de resposta em cumprimento a ação civil pública movida por adeptos de religiões de matriz africana contra a RecordTV e a extinta Rede Mulher por exibirem programas da Igreja Universal do Reino de Deus cujo conteúdo denegria e atacava as mesmas. De acordo com a determinação do Tribunal Regional Federal da 3.ª Região, foram exibidos 4 programas de 20 minutos, sendo 3 de caráter educativo sobre as religiões afro, e 1 explicando a ação civil pública que motivou a condenação. A Record News também foi obrigada a custear a produção dos programas, feita pelo Centro de Estudos das Relações de Trabalho e Desigualdades (CEERT) e pelo Instituto Nacional da Tradição e Cultura Afro-Brasileira (INTECAB), e a indenizar em R$ 300 mil cada um dos órgãos. |
| 11             | A América Móvil passa a integrar seus serviços de televisão a cabo, banda larga via fibra óptica e telefonia fixa ao portfólio da Claro. Com isso, a operadora de TV por assinatura NET é extinta e dá lugar à Claro TV, assumindo em caráter transitório o nome Claro NET. |
| 17             | A TV Cultura anuncia a contratação de Leão Serva para a sua direção de jornalismo. Serva assumiu o cargo em 1.º de agosto, substituindo Willian Corrêa. |
| 24—11/8        | A RecordTV, Record News e o SporTV realizam a cobertura dos Jogos Pan-Americanos de 2019. |
| 29             | Na TV Cultura, Karyn Bravo passa a comandar o Jornal da Cultura ao lado de Ana Paula Couto. O telejornal também ganha novo cenário, vinheta de abertura e grafismos. |
| 29             | Na TV Cultura, Ricardo Lessa deixa a apresentação do Roda Viva. |
| 30             | Os canais Telecine estreiam nova identidade visual. |

### Agosto
| Data     | Evento |
| -------- | --- |
| 1.º      | Na Rede Globo, Dony De Nuccio deixa a bancada do Jornal Hoje, após se demitir em meio a uma controvérsia que contrariou as diretrizes éticas do jornalismo da emissora. |
| 5        | A Rede Bandeirantes lança um novo padrão de telejornais locais matinais para suas emissoras, com a estreia do Bora São Paulo na Band São Paulo e do Bora PR na Band Paraná. |
| 5        | Na Rede Globo, o Bom Dia Brasil ganha novo cenário, vinheta de abertura e grafismos. |
| 5        | Na TV Cultura, Daniela Lima assume a apresentação do Roda Viva, substituindo Ricardo Lessa. |
| 6        | O Fox Sports suspende o narrador Marco de Vargas por 15 dias após os comentários feitos durante o encerramento de uma transmissão ao vivo da Copa Libertadores da América para o Facebook Watch em 25 de julho, onde diz que foi convidado para "dar uma passadinha lá na casa das meninas", dando a entender que iria a um bordel. |
| 7        | Na TV Cultura, Andresa Boni assume a apresentação do Opinião Nacional, substituindo Ana Paula Couto. |
| 11       | A Warner TV transmite a 21.ª edição do Teen Choice Awards. |
| 14       | A ESPN Brasil promove cortes em sua folha de pagamento, demitindo vários apresentadores e o então vice-presidente de jornalismo e produção da emissora, João Palomino. |
| 19       | A Rede Globo e a Unesco promovem a 34.ª edição do Criança Esperança. |
| 20       | A maior parte das redes de televisão e canais de notícias, além de emissoras baseadas no Rio de Janeiro, RJ cancela ou retarda a exibição de atrações da grade de programação para providenciar cobertura jornalística sobre o sequestro de um ônibus na Ponte Rio-Niterói, mostrando a operação policial que durou cerca de três horas e culminou na morte do sequestrador Willian Augusto da Silva, abatido por um atirador de elite por volta de 9h01, além do salvamento de 31 reféns que ainda haviam no ônibus. A cobertura se deu através do aumento de duração dos telejornais ou boletins/plantões jornalísticos. |
| 25       | Os programas esportivos da Rede Globo ganham novos cenários. |
| 26       | A MTV transmite a 36.ª edição do MTV Video Music Awards. |
| 29       | Na RecordTV Cabrália de Itabuna, Bahia, a âncora do Cabrália no Ar, Lo-Hanna Magnavitta, é afastada de suas funções por tempo indeterminado após uma controvérsia onde ela e seu marido se envolvem numa confusão com um policial militar que apreendeu um menor que tentou roubar um mercado, onde criticam-no pela suposta truculência com a qual conduziu a ação. Devido a repercussão do ocorrido, a emissora optou por afastar a jornalista de modo a preservar sua imagem. Porém, Lo-Hanna foi demitida em 10 de setembro.                                                                                           |
| 29—1.º/9 | A TV Cultura e o SporTV realizam a cobertura do Torneio Internacional Cidade de São Paulo de 2019. |
| 31—15/9  | O SporTV realiza a cobertura do Campeonato Mundial de Basquetebol Masculino de 2019. |

### Setembro
| Data    | Evento |
| ------- | --- |
| 2       | Durante a gravação de uma reportagem, a equipe da TV Amazonas de Manaus, Amazonas, composta pela repórter e âncora do Jornal do Amazonas 2.ª edição, Natália Teodoro, pela produtora Camila Romano e pelo cinegrafista Fabrício Costa é assaltada por dois criminosos, que levaram dinheiro e pertences da equipe e fizeram o cinegrafista de refém durante a fuga.                    |
| 3       | Na Rede Globo, Monalisa Perrone deixa a bancada do Hora Um da Notícia. Com a saída de Monalisa, Michelle Barros assume interinamente a apresentação do telejornal até 6 de setembro. |
| 3       | Na Rede Bandeirantes, Fábio Pannunzio deixa a bancada do Jornal da Noite. Com a saída de Pannunzio, Sérgio Gabriel assume interinamente a apresentação do telejornal. |
| 9       | Na Rede Globo, Roberto Kovalick assume a bancada do Hora Um da Notícia, substituindo Monalisa Perrone. |
| 9       | Na RecordTV, Carla Cecato deixa a bancada do Fala Brasil. Em seu lugar, Camila Busnello assume interinamente a apresentação do telejornal ao lado de Roberta Piza. |
| 9       | Na RecordTV, o Jornal da Record estreia novo cenário, vinheta de abertura e grafismos. |
| 13      | Na Rede Globo, Sandra Annenberg deixa a bancada do Jornal Hoje. Com a sua saída, Márcio Gomes assume interinamente a apresentação do telejornal até 27 de setembro. |
| 24      | O SBT cancelou de última hora a reprise de um capítulo da telenovela Cúmplices de um Resgate para exibir a íntegra do discurso do presidente da república Jair Bolsonaro na Assembleia Geral das Nações Unidas, ocorrido horas antes naquele mesmo dia. A decisão de passar o discurso do presidente no lugar da novela teria sido ordenada pelo proprietário do canal, Silvio Santos. |
| 27      | Na Rede Globo, Sérgio Chapelin deixa a apresentação do Globo Repórter, e se aposenta após 47 anos de carreira na televisão. |
| 27—6/10 | A Rede Globo, Multishow e o Bis transmitem a 8.ª edição do Rock in Rio. |
| 30      | Na Rede Globo, Maria Júlia Coutinho assume a bancada do Jornal Hoje, substituindo Sandra Annenberg. O telejornal também ganha novo cenário, vinheta de abertura e grafismos. |

### Outubro
| Data     | Evento |
| -------- | --- |
| 4        | Na Rede Globo, Sandra Annenberg assume a apresentação do Globo Repórter ao lado de Glória Maria, substituindo Sérgio Chapelin. |
| 6        | A sede da TV Cultura em São Paulo, SP é assaltada por uma quadrilha. Os 12 criminosos estavam disfarçados com camisetas dos funcionários da emissora e de uma empreiteira responsável pelas obras do museu da Fundação Padre Anchieta, e durante a ação, levaram os pertences de 15 funcionários, que também foram feitos de reféns, arrombaram dois caixas eletrônicos de um posto interno do Banco do Brasil e levaram outro na fuga. |
| 10       | A Rede Bandeirantes fecha acordo com a National Basketball Association para transmitir a temporada 2019–20. |
| 13       | A Rede Globo, Rede Bandeirantes, TV Aparecida, Rede Vida, TV Canção Nova, TV Evangelizar, Rede Século 21, TV Pai Eterno, GloboNews e BandNews TV, além de emissoras locais baseadas em Salvador, Bahia, realizam a cobertura da missa de canonização de Santa Dulce dos Pobres, ao vivo do Vaticano. |
| 14       | Na RecordTV, Salcy Lima passa a fazer dupla com Roberta Piza e substitui Carla Cecato na bancada do Fala Brasil. O telejornal também ganha novo cenário, vinheta e grafismos. |
| 15       | A TV Cultura fecha acordo com a Confederação Brasileira de Voleibol para a transmissão dos jogos da temporada 2019–20 da Superliga masculina e da Superliga feminina. |
| 18—19    | A Rede Meio Norte transmite a Micarina 2019. |
| 19       | A Nickelodeon transmite a 20.ª edição dos Meus Prêmios Nick. |
| 21—23    | Os jornalistas e editores da RedeTV! em São Paulo deflagram um princípio de greve reagindo ao corte de duas horas extras aplicado pela emissora, o que em alguns casos, iria resultar no corte de 40% do salário dos profissionais. Após uma assembleia, os grevistas deram um prazo de 48 horas para que a mesma se manifestasse, do contrário, iriam interromper suas atividades. A RedeTV! recuou dos cortes um dia depois, "após profunda reflexão", mas afirmando que "busca alternativas para a reestruturação financeira". |
| 25—26    | O SBT promove a 22.ª edição do Teleton, em prol da AACD. |
| 26—17/11 | A Rede Bandeirantes, Rede Globo e SporTV realizam a cobertura da Copa do Mundo FIFA Sub-17 de 2019. |
| 29       | O Multishow transmite a 26.ª edição do Prêmio Multishow de Música Brasileira. |
| 30       | A TV Cultura fecha acordo com a Federação Paulista de Futebol para transmitir as finais do Campeonato Paulista de Futebol Feminino de 2019. |
| 30       | Após a exibição de uma reportagem do Jornal Nacional onde é citado nas investigações do assassinato de Marielle Franco, o presidente da república Jair Bolsonaro reagiu em uma transmissão ao vivo em suas redes sociais atacando a Rede Globo, e afirmando que só iria renovar a concessão da emissora, prevista para expirar em 2022, se o processo estivesse "enxuto". A emissora reagiu às declarações em nota, lida em todos os seus telejornais, afirmando que "fez, como sempre, jornalismo com seriedade e responsabilidade", e "que não poderia esperar dele outra atitude" em relação ao que foi dito sobre a renovação da sua concessão. |

### Novembro
| Data  | Evento |
| ----- | --- |
| 4     | Na TV Cultura, as jornalistas Karyn Bravo e Ana Paula Couto passam a revezar a apresentação do Jornal da Cultura em dias diferentes da semana — Karyn às segundas, quartas e sextas; Ana Paula às terças, quintas e sábados. A medida foi tomada pela direção da emissora após um desentendimento entre ambas, que também motivou o afastamento de Ana Paula Couto por 15 dias. |
| 6     | A RecordTV comunicou que a Teleimage, uma das empresas envolvidas na produção da 11.ª temporada do reality show A Fazenda, demitiu um operador de câmera após o mesmo fazer comentários racistas contra uma das participantes do programa, a modelo e Miss São Paulo 2016 Sabrina Paiva. A emissora afirmou que "repudia veementemente esta atitude e qualquer tipo de preconceito" e que dará a Sabrina o direito de "fazer a representação legal ao ofensor, se assim quiser e no momento que desejar". |
| 11    | A RedeTV! estreia nova identidade visual. |
| 11    | A pedido da Rede Globo, a TV Verdes Mares de Fortaleza, Ceará demite o diretor de relações institucionais Paulo César Norões, após a controvérsia que ocasionou uma ação trabalhista por assédio moral movida pelo jornalista Kaio Cézar, que havia se demitido diante das câmeras em 16 de fevereiro. O Tribunal Regional do Trabalho da 7.ª Região deu ganho de causa a Kaio e o processo custou à emissora uma indenização de R$ 3,8 milhões.                                                          |
| 13    | O CADE anuncia que irá reavaliar a fusão dos ativos brasileiros da 21st Century Fox com a The Walt Disney Company, como previsto na cláusula 14.3 do Acordo em Controle em Concentrações. Isso ocorre porque a Disney deveria vender os canais Fox Sports para não haver truste com os canais ESPN, como havia sido determinado pelo órgão, mas a empresa não conseguiu encontrar nenhum comprador. |
| 18    | Na RecordTV, Celso Zucatelli assume a apresentação do Balanço Geral Manhã, enquanto Bruno de Abreu é rebaixado a co-apresentador. |
| 20    | A TV Cultura exibe a 17.ª edição do Troféu Raça Negra. |
| 24    | A TNT transmite a 47.ª edição do American Music Awards. |
| 27    | Na Rede Globo, Reginaldo Leme deixa a emissora e as transmissões de Fórmula 1 após 42 anos de carreira televisiva. |
| 28—29 | A maior parte das redes de televisão cancela ou modifica atrações da grade de programação para providenciar cobertura jornalística sobre o velório e enterro do apresentador Gugu Liberato, através do aumento de duração dos seus telejornais ou boletins/plantões jornalísticos. |

### Dezembro
| Data | Evento |
| ---- | --- |
| 2    | O Grupo RIC anuncia o desmembramento das suas empresas no estado de Santa Catarina, dando origem ao Grupo ND. Com o processo, as 6 emissoras da RIC TV em Florianópolis, Blumenau, Chapecó, Itajaí, Joinville e Xanxerê passam a formar uma nova rede, a NDTV. |
| 8    | A Rede Bandeirantes e a TNT transmitem a 68.ª edição do Miss Universo. |
| 9    | A ESPN Brasil transmite a 50.ª edição do Prêmio Bola de Prata. |
| 9    | O SporTV, Fox Sports, BandSports e a TNT transmitem o Prêmio Brasileirão 2019. |
| 10   | A União encerra as atividades da Empresa Brasil de Comunicação no Maranhão e transfere as operações da TV Brasil Maranhão de São Luís para o Instituto Federal do Maranhão por um prazo de 30 anos, fazendo-a deixar de ser uma emissora própria da TV Brasil. |
| 12   | A TV Rá-Tim-Bum estreia nova identidade visual. |
| 15   | A Rede Globo exibe no Domingão do Faustão a 24.ª edição do Melhores do Ano. |
| 15   | A TV Gazeta exibe a 16.ª edição do Troféu Mesa Redonda. |
| 16   | Enquanto entrevistava ao vivo um comerciante para o telejornal RJTV 1.ª edição da TV Rio Sul, afiliada da Rede Globo em Resende, Rio de Janeiro, a repórter Cássia Carioca desmaiou após sofrer uma queda de pressão por conta do calor em Angra dos Reis, onde a temperatura estava em 35 °C. Posteriormente, a âncora do noticiário, Michele Martins, informou os motivos do incidente e que a repórter estava consciente e já havia tido atendimento médico. |
| 16   | A juíza Alessandra Cristina Tufvesson, da 8.ª Vara de Fazenda Pública do Tribunal de Justiça do Estado do Rio de Janeiro, concede liminar à Rede Globo e a outros veículos do Grupo Globo que permite o acesso de suas equipes de jornalismo a eventos e entrevistas coletivas organizados pela Prefeitura do Rio de Janeiro, após o prefeito do município, Marcelo Crivella, cortar relações com os veículos e ordenar que os mesmos fossem barrados pelas equipes de segurança, como reação a denúncias de corrupção envolvendo o prefeito em matéria publicada pelo jornal O Globo em 2 de dezembro. |
| 17   | O Grupo Bandeirantes de Comunicação anuncia que não renovou os direitos de transmissão da Fórmula Indy com a IndyCar, deixando de exibir as corridas da categoria pela Rede Bandeirantes (TV aberta) e pelo BandSports (TV por assinatura) pela primeira vez desde a temporada de 1996. Com isso, as transmissões no Brasil passam a ficar restritas ao serviço de streaming a partir de 2020, através do DAZN. |
| 24   | O SBT exibe o show Feliz Natal Brasil Believe, em prol da Fundação Neymar Jr. |
| 29   | A Rede Globo exibe no Domingão do Faustão o Troféu Mário Lago 2019. |
| 30   | No SBT, Márcia Dantas passa a apresentar o Primeiro Impacto, juntamente com Dudu Camargo e Marcão do Povo. |
| 31   | A TV Gazeta e a Rede Globo transmitem a 95.ª edição da Corrida Internacional de São Silvestre. |
| 31   | As principais emissoras de TV do Brasil transmitem o sorteio da Mega da Virada. |

## Programas

### Janeiro
- 1.º de janeiro — Estreia Festival Ano Novo na Rede Globo.
- 2 de janeiro
  - Estreia Terrores Urbanos na RecordTV.[167][168]
  - Estreia da 6.ª temporada de Grimm na RecordTV.
- 3 de janeiro
  - Termina Encontro com Fátima Bernardes no Viva.[169]
  - Termina Mais Você no Viva.[169]
- 5 de janeiro
  - Estreia Monstros em Rede na TV Cultura.[170]
  - Estreia Tá Brincando na Rede Globo.[171][172]
  - A RedeTV! reexibe o João Kléber Show Especial Chacrinha - 100 Anos de Alegria, exibido originalmente no dia 24 de dezembro de 2017.
  - Reestreia Pássaros Feridos no SBT.[173]
- 6 de janeiro
  - Estreia Pague Menos Sempre Bem no SBT.[174]
  - Reestreia Todo Mundo Odeia O Chris na RecordTV.[175]
  - Estreia da 4.ª temporada do The Voice Kids na Rede Globo.[176]
  - Estreia O Crime Não Compensa no SBT.[177]
- 7 de janeiro
  - Estreia Os Caras de Pau no Viva.[169]
  - Reestreia Cúmplices de um Resgate no SBT.[178]
- 8 de janeiro
  - Termina Chiquititas no SBT.
  - Estreia Elis: Viver é Melhor que Sonhar na Rede Globo.[179]
  - Termina Terrores Urbanos na RecordTV.
  - Estreia 10 Segundos Para Vencer na Rede Globo.[179]
  - Termina a 2.ª temporada de Supergirl na Rede Globo.
- 9 de janeiro — Estreia da 3.ª temporada de Supergirl na Rede Globo.
- 10 de janeiro — Estreia Pé na Cova no Viva.[169]
- 11 de janeiro
  - Termina Vídeo Show na Rede Globo.[180]
  - Termina Elis: Viver é Melhor que Sonhar na Rede Globo.[179]
  - Termina 10 Segundos Para Vencer na Rede Globo.[179]
- 12 de janeiro
  - Estreia Chapeuzinho de Todas as Cores na TV Cultura.[181]
  - Estreia Guia da Facu na Rede Bandeirantes.[182]
  - Termina a 4.ª temporada do Zorra na Rede Globo.
- 14 de janeiro
  - Reestreia Cordel Encantado no Vale a Pena Ver de Novo na Rede Globo.[183][184]
  - Reestreia Repórter Record Investigação na RecordTV.[185][186]
- 15 de janeiro
  - Estreia da 19.ª temporada de Big Brother Brasil na Rede Globo.[187]
  - Estreia da 6.ª temporada de Tá no Ar: a TV na TV na Rede Globo.[188][189]
- 16 de janeiro — Termina a 6.ª temporada de Grimm na RecordTV.
- 17 de janeiro
  - Estreia Lady Night na Rede Globo.[172]
  - Estreia da 2.ª temporada de Chicago Med na RecordTV.
- 18 de janeiro
  - Termina Belíssima no Vale a Pena Ver de Novo na Rede Globo.[184]
  - Estreia Meu Nome é Liberdade na Rede Globo.[179]
- 20 de janeiro
  - Reestreia 1 por Todos na Rede Bandeirantes.
  - Reestreia Terceiro Tempo na Rede Bandeirantes.[190]
- 21 de janeiro
  - Estreia Fala Muito no SporTV.[191]
  - Reestreia O Álbum da Grande Família na Rede Globo.[180]
  - Estreia Contracapa na TV Brasil.[192]
- 24 de janeiro
  - Termina É Gol! no SporTV.[191][193]
  - A RecordTV exibe no Cine Record Especial o filme Tropa de Elite, em homenagem a Caio Junqueira que faleceu no dia anterior.[194]
- 26 de janeiro — Termina Programa Amaury Jr. na Rede Bandeirantes.[195]
- 27 de janeiro — Estreia Boleiragem no SporTV.[191]
- 28 de janeiro
  - Estreia Acabou a Brincadeira no SporTV.[191]
  - Termina O Tempo Não Para na Rede Globo.[172]
- 29 de janeiro — Estreia Verão 90 na Rede Globo.[172][196]

### Fevereiro
- 1.º de fevereiro — Termina a 3.ª temporada de Supergirl na Rede Globo.
- 4 de fevereiro — Estreia da 4.ª temporada de Flash na Rede Globo.
- 6 de fevereiro — Estreia da 1.ª temporada do The Four Brasil na RecordTV.[197][198]
- 7 de fevereiro
  - Estreia Mal Me Quer na Warner TV.[199]
  - Estreia da 2.ª temporada de Shark Tank Brasil na Rede Bandeirantes.[200]
- 9 de fevereiro — Termina Vale Tudo no Viva.[201]
- 11 de fevereiro
  - Estreia Programa Padre Alessandro Campos na RedeTV!.[202]
  - Estreia Porto dos Milagres no Viva.[201][203]
- 13 de fevereiro — Estreia Segue o Jogo na Rede Globo.[204]
- 14 de fevereiro — Estreia da 1.ª temporada de Troca de Esposas na RecordTV.[205]
- 16 de fevereiro — Estreia da 2.ª temporada de Júnior Bake Off Brasil no SBT.[206]
- 22 de fevereiro — Termina Meu Nome é Liberdade na Rede Globo.[179]
- 24 de fevereiro — Termina a 4.ª temporada da Escolinha do Professor Raimundo na Rede Globo.
- 26 de fevereiro — Termina a 2.ª temporada de Chicago Med na RecordTV.
- 27 de fevereiro
  - Estreia Em Foco com Andréia Sadi na GloboNews.[207]
  - Termina Baila Comigo no Viva.
  - Reestreia Shades of Blue: Segredos Policiais na RecordTV.
- 28 de fevereiro
  - Estreia Terra Nostra no Viva.[203][208]
  - Termina a 4.ª temporada de Flash na Rede Globo.

### Março
- 1.º de março — Termina Coração Esmeralda na TV Aparecida.[209]
- 2 de março — Reestreia Sessão de Sábado na Rede Globo.[210]
- 3 de março
  - Termina Sessão Desenho no SBT.[211]
  - Termina 1 por Todos na Rede Bandeirantes.
- 4 de março — Termina Contracapa na TV Brasil.[192]
- 5 de março — Termina Manhã Leve na TV Aparecida.
- 6 de março
  - Estreia Com a Mãe Aparecida na TV Aparecida.[212]
  - Estreia Saúde e Fé na TV Aparecida.[212]
  - Estreia Bem-Aventurados na TV Aparecida.[209]
  - Estreia da 2.ª temporada de A Garota da Moto no SBT.[213]
- 8 de março
  - Termina Carrossel no SBT.
  - Estreia da temporada 2019 do Globo Repórter na Rede Globo.
  - Estreia Contracapa na TV Cultura.[214]
- 9 de março — Termina Pássaros Feridos no SBT.
- 11 de março
  - Estreia Boletim R7 na RecordTV.[215]
  - Estreia Rosa dos Milagres no SBT.[216]
  - Estreia da 6.ª temporada do The Noite com Danilo Gentili no SBT.[217]
  - Estreia da 2.ª temporada de Lições de Um Crime na Rede Globo.[218]
- 14 de março — Termina Mal Me Quer na Warner TV.[199]
- 16 de março
  - Estreia Programa da Maisa no SBT.[219]
  - Termina Tá Brincando na Rede Globo.
- 18 de março
  - Reestreia Caminhos do Coração na RecordTV.[220]
  - Estreia da 11.ª temporada de O Aprendiz na Rede Bandeirantes.[221][222]
- 21 de março — Estreia Terrores Urbanos na Warner TV.[223]
- 23 de março — Termina A Indomada no Viva.
- 24 de março
  - Termina Show de Humor na RecordTV.
  - Estreia da 6.ª temporada de MasterChef na Rede Bandeirantes.[224]
  - Estreia da 4.ª temporada de Psi na HBO Brasil.[225]
- 25 de março — Estreia O Cravo e a Rosa no Viva.[203]
- 26 de março — Termina Essas Mulheres na RecordTV.
- 27 de março — Termina a 1.ª temporada do The Four Brasil na RecordTV.[226]
- 29 de março
  - Termina Gazeta News na TV Gazeta.[227]
  - Termina A Rosa do Milagres no SBT.[228]
  - Termina a 2.ª temporada de Lições de Um Crime na Rede Globo.[218]
- 30 de março
  - Estreia da 2.ª temporada de SóTocaTop na Rede Globo.[229]
  - Termina Programa da Sabrina na RecordTV.[230]
  - Termina a 2.ª temporada de Júnior Bake Off Brasil no SBT.

### Abril
- 1.º de abril
  - Estreia De A a Zuca na TV Gazeta.[231]
  - Reestreia A Dona no SBT.[228]
  - Termina Espelho da Vida na Rede Globo.[232]
  - Estreia Viver do Riso na Rede Globo.[233]
- 2 de abril
  - Estreia Órfãos da Terra na Rede Globo.[232]
  - Estreia da 6.ª temporada do Música Boa Ao Vivo no Multishow.[234]
- 3 de abril — Estreia Top Chef Brasil na RecordTV.[235]
- 5 de abril
  - Termina Bem Estar na Rede Globo.[236]
  - Termina Viver do Riso na Rede Globo.[233]
- 6 de abril — Estreia da 3.ª temporada de Fábrica de Casamentos no SBT.[237]
- 7 de abril — Estreia Cultura - O Musical na TV Cultura.[238]
- 8 de abril
  - Estreia Estrela-Guia no Viva.[239]
  - Estreia A que Não Podia Amar no SBT.[240]
- 9 de abril
  - Termina a 2.ª temporada de A Garota da Moto no SBT.
  - Termina a 6.ª temporada de Tá no Ar: A TV na TV na Rede Globo.[241]
  - Estreia da 3.ª temporada de Conversa com Bial na Rede Globo.
  - Reestreia O Gerente da Noite na Rede Globo.
- 11 de abril — Termina Shades of Blue: Segredos Policiais na RecordTV.
- 12 de abril
  - Termina Programa Padre Alessandro Campos na RedeTV!.[242]
  - Termina a 19.ª temporada de Big Brother Brasil na Rede Globo.[187]
- 13 de abril — Estreia da 5.ª temporada do Zorra na Rede Globo.[243]
- 14 de abril
  - Reestreia Desafio ao Galo na TV Gazeta.[244]
  - Termina a 4.ª temporada do The Voice Kids na Rede Globo.
- 15 de abril
  - Estreia Olga na RedeTV!.[245]
  - Termina a 26.ª temporada de Malhação na Rede Globo.[246]
  - Estreia Se Eu Fechar os Olhos Agora na Rede Globo.[247]
  - Reestreia da 4.ª temporada de Heróis Contra o Fogo na RecordTV.
- 16 de abril
  - Estreia da 27.ª temporada de Malhação na Rede Globo.[248]
  - Estreia da 2.ª temporada de Carcereiros na Rede Globo.[223]
- 17 de abril
  - Estreia Central GloboNews na GloboNews.[249]
  - Estreia da temporada 2019 do Profissão Repórter na Rede Globo.[250]
- 18 de abril — Termina Terrores Urbanos na Warner TV.
- 19 de abril
  - A RecordTV exibe o especial O Verdadeiro Significado da Páscoa.[251]
  - Termina O Gerente da Noite na Rede Globo.
  - Estreia Guerras do Brasil.doc no Curta!.[252]
- 20 de abril — Estreia da 4.ª temporada de Zero1 na Rede Globo.[253]
- 21 de abril
  - Estreia da 4.ª temporada de Tamanho Família na Rede Globo.[254]
  - Termina Sessão de Gala na Rede Globo.
- 22 de abril — Termina Jesus na RecordTV.[255]
- 23 de abril
  - Termina Teresa no SBT.
  - Estreia Jezabel na RecordTV.[255]
  - Estreia da 4.ª temporada de Lista Negra na Rede Globo.
- 25 de abril — Termina a 1.ª temporada de Troca de Esposas na RecordTV.
- 28 de abril
  - Reestreia Vitrine Brasil na TV Cultura.[256]
  - Estreia Festival Rexona de Cinema na Rede Globo.[257]
- 29 de abril
  - Reestreia Por Amor no Vale a Pena Ver de Novo na Rede Globo.[258]
  - Termina Repórter Record Investigação na RecordTV.
- 30 de abril
  - Termina Se Eu Fechar os Olhos Agora na Rede Globo.[247]
  - Estreia da 4.ª temporada de Power Couple na RecordTV.[259]

### Maio
- 1.º de maio — Estreia Sala de Cinema na TV Cultura.[260]
- 2 de maio — Estreia da 3.ª temporada de Sob Pressão na Rede Globo.[261]
- 3 de maio
  - Termina Cordel Encantado no Vale a Pena Ver de Novo na Rede Globo.
  - Estreia Escala Musical na TV Cultura.[262]
  - Estreia Assédio na Rede Globo.[263]
- 4 de maio — Estreia AgroCultura na TV Cultura.[264]
- 7 de maio — Estreia Cine Holliúdy na Rede Globo.[265]
- 13 de maio
  - Estreia Papo de Bola na RedeTV!.[266]
  - Estreia Valentins na TV Cultura.[267]
- 14 de maio — Reestreia Provocações na TV Cultura.[268]
- 15 de maio — Reestreia Opinião Nacional na TV Cultura.[269]
- 16 de maio — Termina a 4.ª temporada de Heróis Contra o Fogo na RecordTV.
- 17 de maio
  - Termina O Sétimo Guardião na Rede Globo.[270]
  - Termina a 4.ª temporada de Lista Negra na Rede Globo.
- 20 de maio
  - Termina A Terra Prometida na RecordTV.
  - Estreia A Dona do Pedaço na Rede Globo.[270]
  - Estreia da 5.ª temporada de Heróis Contra o Fogo na RecordTV.
- 21 de maio
  - Estreia Topíssima na RecordTV.[271][272]
  - Estreia da 2.ª temporada de Escândalos: Os Bastidores do Poder na Rede Globo.[273]
- 24 de maio
  - Termina Mundo Animado na Rede Bandeirantes.
  - Reestreia Programa Amaury Jr. na RedeTV!.[274]
- 26 de maio
  - Termina a 4.ª temporada de Psi na HBO Brasil.
  - Termina Festival Rexona de Cinema na Rede Globo.[257]
- 27 de maio — Estreia Aqui na Band na Rede Bandeirantes.[275][276]
- 31 de maio — Termina Contracapa na TV Cultura.[214]

### Junho
- 2 de junho — Estreia Cinemaço na Rede Globo.[277]
- 9 de junho — Termina Cultura - O Musical na TV Cultura.[238]
- 12 de junho — Termina a 2.ª temporada de Escândalos: Os Bastidores do Poder na Rede Globo.
- 13 de junho — Estreia da 3.ª temporada de Escândalos: Os Bastidores do Poder na Rede Globo.
- 14 de junho — Termina 190 na CNT.
- 15 de junho — Termina SBT Notícias no SBT.[278]
- 18 de junho
  - Cine Globoplay passa a se chamar Sessão Globoplay na Rede Globo.[279]
  - Termina a 5.ª temporada de Heróis Contra o Fogo na RecordTV.
- 19 de junho — Reestreia CSI: NY na RecordTV.
- 21 de junho — Termina a 14.ª temporada de Malhação no Viva.
- 22 de junho — Estreia As Vilãs que Amamos no Viva.[280]
- 23 de junho — Reestreia Jornal da Semana no SBT.[281]
- 24 de junho — Estreia da 15.ª temporada de Malhação no Viva.[282]
- 25 de junho — Estreia Luana É de Lua no E!.[283]
- 26 de junho — Termina Top Chef Brasil na RecordTV.[284]
- 28 de junho
  - Estreia Programa Claudete Troiano na TV Aparecida.[285]
  - Termina a 3.ª temporada de Escândalos: Os Bastidores do Poder na Rede Globo.

### Julho
- 1.º de julho — Termina a 11.ª temporada de O Aprendiz na Rede Bandeirantes.
- 2 de julho — Estreia da 2.ª temporada de Resurrection na Rede Globo.
- 3 de julho — Estreia da 5.ª temporada de Dancing Brasil na RecordTV.[286]
- 8 de julho
  - Estreia da 5.ª temporada da Escolinha do Professor Raimundo no Viva.[287]
  - Reestreia Uma Escolinha Muito Louca na Rede Bandeirantes.[288]
  - Estreia da 4.ª temporada de É Tudo Improviso na Rede Bandeirantes[288]
- 12 de julho
  - Termina Assédio na Rede Globo.
  - Termina a 2.ª temporada de Resurrection na Rede Globo.
- 13 de julho
  - Termina Minha Vida na Rede Bandeirantes.[289]
  - Termina a 4.ª temporada de Zero1 na Rede Globo.[253]
- 14 de julho — Termina Sempre Bela na TV Gazeta.[290]
- 15 de julho
  - Estreia da 4.ª temporada de Lady Night no Multishow.[291]
  - Estreia Ouro Verde na Rede Bandeirantes.[289]
- 16 de julho — Estreia da 8.ª temporada de Mentes Criminosas na Rede Globo.
- 19 de julho
  - Termina De A a Zuca na TV Gazeta.[292]
  - Termina Todo Seu na TV Gazeta.[293]
  - Estreia da 3.ª temporada de Máquina Mortífera na Rede Globo.[294]
- 21 de julho
  - Termina a 4.ª temporada de Tamanho Família na Rede Globo.[254]
  - Termina Conexão Models na RedeTV!.[295]
  - Termina Desafio ao Galo na TV Gazeta.[296]
- 23 de julho — Termina Cine Holliúdy na Rede Globo.[297]
- 25 de julho
  - Termina a 3.ª temporada de Sob Pressão na Rede Globo.[298]
  - Termina a 4.ª temporada de Power Couple na RecordTV.
- 26 de julho
  - Termina Verão 90 na Rede Globo.
  - Termina a 5.ª temporada da Escolinha do Professor Raimundo no Viva.
- 28 de julho
  - Estreia da 5.ª temporada da Escolinha do Professor Raimundo na Rede Globo.[287]
  - Estreia da 2.ª temporada de Choque de Cultura Show na Rede Globo.[299]
  - Estreia A Melhor Viagem na RedeTV!.[300]
  - Estreia da 1.ª temporada de Melhor Pra Elas na RedeTV!.[300]
- 29 de julho — Estreia Bom Sucesso na Rede Globo.[301]
- 30 de julho
  - Estreia da 8.ª temporada de The Voice Brasil na Rede Globo.[302]
  - Termina a 2.ª temporada de Carcereiros na Rede Globo.

### Agosto
- 2 de agosto
  - Termina Conexão BandNews na Rede Bandeirantes.
  - Termina Estrela-Guia no Viva.
- 3 de agosto — Termina a 3.ª temporada de Fábrica de Casamentos no SBT.
- 4 de agosto
  - Termina Viola, Minha Viola na TV Cultura.[303]
  - Estreia Pico da Neblina na HBO Brasil.[304]
  - Reestreia Maysa: Quando Fala o Coração no Viva.[305]
- 5 de agosto
  - Estreia Notícias da Redação na Rede Bandeirantes.[306]
  - Estreia #Informei na Rede Bandeirantes.[306]
  - Reestreia Caça Talentos no Viva.[307]
- 6 de agosto — Termina a 6.ª temporada do Música Boa Ao Vivo no Multishow.[308]
- 7 de agosto — Termina a 8.ª temporada de Mentes Criminosas na Rede Globo.
- 8 de agosto — Estreia da 9.ª temporada de Mentes Criminosas na Rede Globo.
- 10 de agosto — Estreia da 5.ª temporada de Bake Off Brasil: Mão na Massa no SBT.
- 12 de agosto
  - Termina Jezabel na RecordTV.
  - Estreia da 1.ª temporada de Aeroporto: Área Restrita na RecordTV.[309]
- 13 de agosto — Reestreia O Rico e Lázaro na RecordTV.[310]
- 15 de agosto — Estreia Duelo dos Confeiteiros: Buddy vs. Duff na RecordTV.[311]
- 17 de agosto — Reestreia Topa ou Não Topa no SBT.[312]
- 19 de agosto
  - Reestreia Milagres de Nossa Senhora no SBT.[313]
  - Estreia Band.doc na Rede Bandeirantes.[314]
- 20 de agosto — Termina Luana é de Lua no E!.[315]
- 21 de agosto — Termina Terra Nostra no Viva.
- 22 de agosto
  - Estreia Selva de Pedra no Viva.[316]
  - Termina Lady Night na Rede Globo.[317]
- 25 de agosto — Termina a 6.ª temporada de MasterChef na Rede Bandeirantes.[318]
- 26 de agosto — Termina A Dona no SBT.
- 27 de agosto
  - Estreia Abismo de Paixão no SBT.[319]
  - Estreia da 2.ª temporada de Pesadelo na Cozinha na Rede Bandeirantes.[320][321]
  - Estreia da 1.ª temporada de Tá Pago na TNT.[322][323]
- 28 de agosto — Termina CSI: NY na RecordTV.
- 29 de agosto
  - Estreia da 1.ª temporada de The Good Doctor na Rede Globo.[317]
  - Estreia da 1.ª temporada de MacGyver na RecordTV.[324]
- 30 de agosto — Termina a 9.ª temporada de Mentes Criminosas na Rede Globo.
- 31 de agosto
  - Termina Senpai TV na RBTV.
  - Reestreia Cine Band Privé na Rede Bandeirantes.[325]

### Setembro
- 1.º de setembro
  - Reestreia Desafio ao Galo na RBTV.[296]
  - Estreia O Doutrinador no Space.[326]
  - Termina a 1.ª temporada de Melhor pra Elas na RedeTV!.[327]
- 3 de setembro — Estreia da 4.ª temporada de Escândalos: Os Bastidores do Poder na Rede Globo.
- 5 de setembro — Termina Duelo dos Confeiteiros: Buddy vs. Duff na RecordTV.
- 9 de setembro
  - Estreia Faça Você Mesmo na TV Gazeta.[328]
  - Estreia Band Notícias na Rede Bandeirantes.[329]
  - Estreia Jornal da Record 24h na RecordTV e Record News.[119]
- 11 de setembro — Termina a 5.ª temporada de Dancing Brasil na RecordTV.[286]
- 17 de setembro — Estreia da 11.ª temporada de A Fazenda na RecordTV.[330][331]
- 23 de setembro
  - Termina a 1.ª temporada de Aeroporto: Área Restrita na RecordTV.[309]
  - Termina Uma Escolinha Muito Louca na Rede Bandeirantes.
  - Termina a 4.ª temporada de É Tudo Improviso na Rede Bandeirantes.
- 25 de setembro — Estreia da 2.ª temporada de Canta Comigo na RecordTV.[332]
- 26 de setembro
  - Estreia Crisálida na TV Cultura.[333]
  - Estreia Planeta Startup na Rede Bandeirantes.[334]
  - Estreia da 4.ª temporada de Escândalos: Os Bastidores do Poder na Rede Globo.
- 27 de setembro
  - Termina O Álbum da Grande Família na Rede Globo.
  - Termina Órfãos da Terra na Rede Globo.[335]
- 29 de setembro — Termina Maysa: Quando Fala o Coração no Viva.
- 30 de setembro
  - Estreia Se Joga na Rede Globo.[336]
  - Estreia Éramos Seis na Rede Globo.[337]
  - Estreia Me Poupe! na Rede Bandeirantes.[334][338]

### Outubro
- 1.º de outubro — Estreia Alarma TV no SBT.[339][340]
- 3 de outubro
  - Termina Alarma TV no SBT.[341]
  - Termina a 8.ª temporada de The Voice Brasil na Rede Globo.[302]
- 4 de outubro — Termina a 1.ª temporada de MacGyver na RecordTV.
- 5 de outubro — Termina Porto dos Milagres no Viva.
- 6 de outubro
  - Termina Pico da Neblina na HBO Brasil.[304]
  - Reestreia Dercy de Verdade no Viva.
  - Reestreia Poder em Foco no SBT.[342]
- 7 de outubro
  - Reestreia A Escrava Isaura na RecordTV.[343]
  - Estreia Cabocla no Viva.[344]
  - Reestreia Avenida Brasil no Vale a Pena Ver de Novo na Rede Globo.[345]
  - Estreia da 6.ª temporada de Heróis Contra o Fogo na RecordTV.
- 8 de outubro
  - Estreia da 2.ª temporada de Filhos da Pátria na Rede Globo.[334]
  - Termina a 2.ª temporada de Pesadelo na Cozinha na Rede Bandeirantes.[346]
  - Estreia da 1.ª temporada de Segunda Chamada na Rede Globo.[347]
  - Reestreia da 4.ª temporada de Flash na Rede Globo.
- 10 de outubro — Estreia da 1.ª temporada de Mestre do Sabor na Rede Globo.[348]
- 11 de outubro
  - Termina Por Amor no Vale a Pena Ver de Novo na Rede Globo.
  - Estreia da 1.ª temporada de Famílias Frente a Frente no SBT.[349]
- 13 de outubro
  - Estreia da 2.ª temporada de A Vida Secreta dos Casais na HBO Brasil.[350]
  - Termina O Doutrinador no Space.[326]
- 15 de outubro
  - Termina Bela, a Feia na RecordTV.[351]
  - Estreia MasterChef: A Revanche na Rede Bandeirantes.[352]
- 17 de outubro — A Rede Bandeirantes exibe o especial NBA - O Espetáculo do Basquete.[353]
- 20 de outubro
  - Termina a 5.ª temporada da Escolinha do Professor Raimundo na Rede Globo.
  - Estreia É da Gente na RedeTV!.[354]
  - Termina a 2.ª temporada de Choque de Cultura Show na Rede Globo.
  - Estreia Irmãos Freitas no Space.
- 23 de outubro — Estreia da 1.ª temporada de O Anjo Investidor na RedeTV!.[355]
- 25 de outubro
  - Termina Milagres de Nossa Senhora no SBT.
  - Termina a 3.ª temporada de Máquina Mortífera na Rede Globo.
- 27 de outubro
  - Estreia da 3.ª temporada de Popstar na Rede Globo.[356]
  - Termina Dercy de Verdade no Viva.

### Novembro
- 1.º de novembro
  - Estreia Jogo de Espiões, juntamente com o bloco fixo da Sessão Globoplay na Rede Globo.[357]
  - Termina a 4.ª temporada de Flash na Rede Globo.
- 3 de novembro — Estreia Abolição no Viva.[358]
- 4 de novembro — Reestreia Meu Coração é Teu no SBT.[359]
- 5 de novembro — Reestreia da 3.ª temporada de Supergirl na Rede Globo.
- 10 de novembro — Estreia Santos Dumont: Mais Leve que o Ar na HBO Brasil.[360]
- 12 de novembro — Termina A que Não Podia Amar no SBT.
- 14 de novembro — Termina a 6.ª temporada de Heróis Contra o Fogo na RecordTV.
- 15 de novembro
  - Termina SP no Ar na RecordTV São Paulo.[361]
  - Termina RJ no Ar na RecordTV Rio.[361]
  - Estreia da 7.ª temporada de Heróis Contra o Fogo na RecordTV.
- 20 de novembro — Estreia Trace Trends na RedeTV!.[362]
- 22 de novembro — Termina A Dona do Pedaço na Rede Globo.
- 24 de novembro — Termina Abolição no Viva.
- 25 de novembro — Estreia Amor de Mãe na Rede Globo.[363]
- 30 de novembro
  - Reestreia Sam & Cat no SBT.[364]
  - Termina Sai de Baixo na Sessão Comédia na Rede Globo.[365]

### Dezembro
- 1.º de dezembro — Termina Irmãos Freitas no Space.
- 3 de dezembro — Termina a 1.ª temporada de Tá Pago na TNT.
- 4 de dezembro — Termina a 2.ª temporada de Canta Comigo na RecordTV.[366]
- 5 de dezembro — Termina a 3.ª temporada de Supergirl na Rede Globo.
- 7 de dezembro
  - Estreia O Melhor da Escolinha na Sessão Comédia na Rede Globo.[365]
  - Termina O Cravo e a Rosa no Viva.
- 8 de dezembro — Reestreia Verão Animado na Rede Bandeirantes.[367]
- 9 de dezembro
  - Termina Topíssima na RecordTV.
  - Estreia O Clone no Viva.[368]
- 10 de dezembro
  - Estreia Amor sem Igual na RecordTV.[369][370]
  - A RecordTV exibe a retrospectiva Cidade Alerta: Grandes Casos.[371]
  - Termina a 2.ª temporada de Filhos da Pátria na Rede Globo.[334]
  - Estreia da 2.ª temporada de Agente Carter na Rede Globo.[372]
- 11 de dezembro — A Rede Globo exibe a 5.ª edição do especial Festeja Brasil.[373]
- 12 de dezembro — Termina a 11.ª temporada de A Fazenda na RecordTV.[374]
- 13 de dezembro — Termina a temporada 2019 do Globo Repórter na Rede Globo.
- 14 de dezembro — Termina a 5.ª temporada de Bake Off Brasil: Mão na Massa no SBT.
- 15 de dezembro
  - Termina a 2.ª temporada de A Vida Secreta dos Casais na HBO Brasil.[350]
  - Termina Santos Dumont: Mais Leve que o Ar na HBO Brasil.[360]
- 16 de dezembro — Termina Me Poupe! na Rede Bandeirantes.
- 17 de dezembro
  - Termina a 1.ª temporada de Segunda Chamada na Rede Globo.[347]
  - A RecordTV exibe a primeira parte do especial Família Record.[375]
  - A Rede Globo exibe o telefilme A Presepada.[376]
  - Termina MasterChef: A Revanche na Rede Bandeirantes.[352]
- 18 de dezembro
  - Estreia Mais Geek na PlayTV.[377]
  - A Rede Globo exibe o especial Amigos: A História Continua.[373][378]
  - A RecordTV exibe o especial O Figurante.[379][380]
  - Termina a temporada 2019 do Profissão Repórter na Rede Globo.[250]
- 19 de dezembro
  - A RecordTV exibe a segunda parte do especial Família Record.[375]
  - Termina Planeta Startup na Rede Bandeirantes.[381]
- 20 de dezembro
  - A Rede Globo exibe o especial Roberto Carlos: Além do Horizonte.[373][382]
  - A RedeTV! exibe a sua Retrospectiva 2019.[383]
  - Termina a 1.ª temporada de Famílias Frente a Frente no SBT.[349]
  - Termina a 3.ª temporada de Conversa com Bial na Rede Globo.
  - Termina a 2.ª temporada de Agente Carter na Rede Globo.
- 21 de dezembro
  - O SBT exibe o Bake Off SBT: Especial de Natal.[163]
  - A RecordTV exibe o especial Bublé!.[380]
- 22 de dezembro — A Rede Bandeirantes exibe a Retrospectiva do Esporte 2019.[384]
- 23 de dezembro
  - A Rede Bandeirantes exibe a sua Retrospectiva 2019.[385]
  - A Rede Globo exibe a retrospectiva A Gente Riu Assim.[373]
- 24 de dezembro
  - A RedeTV! exibe a Missa dos Arautos do Evangelho.[386]
  - A Rede Bandeirantes exibe o especial Noite Feliz com Catia Fonseca.[387]
  - A Rede Globo, TV Cultura, Rede Vida e TV Aparecida exibem a Missa do Galo.
- 25 de dezembro
  - A Rede Globo exibe o especial Juntos a Magia Acontece.[388]
  - A RecordTV exibe a Retrospectiva dos Famosos 2019.[380]
  - A Rede Globo exibe o especial Sonho de Criança.[389]
- 26 de dezembro
  - Termina a 1.ª temporada de Mestre do Sabor na Rede Globo.[348]
  - A RecordTV exibe a sua Retrospectiva 2019.[380]
  - Termina a 1.ª temporada de The Good Doctor na Rede Globo.[317]
- 27 de dezembro
  - A Rede Globo exibe a sua Retrospectiva 2019.[390]
  - Termina a 6.ª temporada do The Noite com Danilo Gentili no SBT.
- 28 de dezembro
  - Termina a 2.ª temporada de SóTocaTop na Rede Globo.[229]
  - A RecordTV exibe o especial Elvis All-Star Tribute.[380]
  - O SBT exibe o Bake Off SBT: Especial de Ano Novo.[163]
- 29 de dezembro
  - Termina a 3.ª temporada de Popstar na Rede Globo.[391]
  - A TV Cultura exibe a sua Retrospectiva 2019.[392]
  - A Rede Globo exibe o especial Isso a Globo Não Mostra.
- 30 de dezembro
  - Termina a 7.ª temporada de Heróis Contra o Fogo na RecordTV.
  - O SBT exibe a sua Retrospectiva 2019.[371]
- 31 de dezembro
  - A TV Gazeta exibe o Festa 2020.[393]
  - A Rede Globo exibe o Show da Virada.[373][394]
  - A Rede Bandeirantes e a TV Aratu (a partir de 28 de dezembro) exibem ao vivo de Salvador, Bahia o Festival Virada - Salvador.[395]

### Lançamentos viaplataforma sob demanda
- 22 de março — Estreia da 1.ª temporada de Coisa Mais Linda na Netflix.[396]
- 19 de abril — Estreia da 2.ª temporada de Samantha! na Netflix.[397]
- 10 de maio — Estreia da 2.ª temporada de O Mecanismo na Netflix.[398]
- 7 de junho
  - Estreia Shippados no Globoplay.[399]
  - Estreia da 3.ª temporada de 3% na Netflix.[400]
- 28 de junho — Estreia O Escolhido na Netflix.[401]
- 2 de julho — Estreia da 1.ª temporada de Aruanas no Globoplay.[402][403]
- 19 de julho — Estreia A Divisão no Globoplay.[404]
- 9 de agosto — Estreia da 1.ª temporada de Sintonia na Netflix.
- 30 de agosto — Estreia da 4.ª temporada de Sessão de Terapia no Globoplay.[405]
- 25 de outubro
  - Estreia Irmandade na Netflix.[406]
  - Estreia da 2.ª temporada de Ilha de Ferro no Globoplay.[407]
- 22 de novembro — Estreia Ninguém Tá Olhando na Netflix.[408]
- 29 de novembro — Estreia da 1.ª temporada de Eu, a Vó e a Boi no Globoplay.[409][410]
- 13 de dezembro — Estreia Hebe no Globoplay.[411]

## Emissoras e plataformas

### Fundações
| Data           | Emissora             | Cidade, UF                     | Notas | Ref.    |
| -------------- | -------------------- | ------------------------------ | --- | ------- |
| 31 de janeiro  | ABC TV               | Rio Branco, Acre               | Emissora pertencente ao Sistema Acre Brasil de Comunicação, tendo como afiliação a RedeTV!                                                 | [ 412 ] |
| 6 de março     | TV UNIFAMA           | Guarantã do Norte, Mato Grosso | Emissora vinculada à União das Faculdades do Mato Grosso (UNIFAMA), tendo como afiliação o SBT                                             | [ 413 ] |
| 17 de abril    | DAZN                 | —                              | Plataforma de streaming e vídeo sob demanda voltada para transmissões esportivas, pertencente à Perform Group                              | [ 414 ] |
| 26 de abril    | Smithsonian Channel  | São Paulo, SP                  | Versão do canal por assinatura americano vinculado ao Instituto Smithsoniano, operada pelo Grupo Bandeirantes de Comunicação               | [ 415 ] |
| 3 de junho     | TV Jornal Meio Norte | Teresina, Piauí                | Canal de notícias pertencente ao Grupo Meio Norte de Comunicação, cuja operação é majoritariamente integrada com a Rádio Jornal Meio Norte | [ 416 ] |
| 10 de junho    | HGTV                 | São Paulo, SP                  | Canal voltado a melhoria de casas e imóveis, programado pela Discovery Networks Latin America                                              | [ 417 ] |
| 17 de junho    | RecordTV Manaus      | Manaus, Amazonas               | 15.ª emissora própria da RecordTV, inaugurada após o rompimento da afiliação com a TV A Crítica, convertida em uma emissora independente   | [ 418 ] |
| 26 de novembro | CGTN                 | —                              | Canal de notícias internacional em língua inglesa, programado pela Televisão Central da China                                              | [ 419 ] |
| 3 de dezembro  | NDTV                 | Florianópolis, Santa Catarina  | Rede de televisão estadual afiliada à RecordTV, formada a partir do desmembramento de 6 emissoras da RIC TV em Santa Catarina              | [ 152 ] |
| 11 de dezembro | ImperaNews TV        | Imperatriz, Maranhão           | Canal de televisão afiliado à Rede Meio Norte                                                                                              | [ 420 ] |

### Extinções
| Data           | Emissora               | Cidade, UF                 | Notas | Ref.            |
| -------------- | ---------------------- | -------------------------- | --- | --------------- |
| 9 de abril     | TV NBR                 | Brasília, Distrito Federal | A emissora foi extinta após o presidente da Empresa Brasil de Comunicação, Alexandre Graziani, assinar a portaria que fundiu o canal com a TV Brasil, que passaria então a dar destaque aos atos do Poder Executivo em sua programação    | [ 421 ] [ 422 ] |
| 5 de novembro  | Discovery Civilization | São Paulo, SP              | O canal foi descontinuado pelo Discovery Networks Latin America, para dar espaço ao HGTV | [ 423 ]         |
| 31 de dezembro | TV Liberal Itaituba    | Itaituba, Pará             | Com o fim dos seus departamentos comerciais, as emissoras componentes da Rede Liberal encerram a geração de comerciais locais e passam a repetir na íntegra a programação da TV Liberal Belém em suas áreas de cobertura a partir de 2020 | [ 424 ]         |
| 31 de dezembro | TV Liberal Tucuruí     | Tucuruí, Pará              | Com o fim dos seus departamentos comerciais, as emissoras componentes da Rede Liberal encerram a geração de comerciais locais e passam a repetir na íntegra a programação da TV Liberal Belém em suas áreas de cobertura a partir de 2020 | [ 424 ]         |

### Rebrandings
| Data            | Emissora                 | Cidade, UF                    | Notas                                                | Ref.                |
| --------------- | ------------------------ | ----------------------------- | ---------------------------------------------------- | ------------------- |
| 1.º de janeiro  | H2                       | São Paulo, SP                 | Passa a se chamar History 2                          | [carece de fontes?] |
| 24 de janeiro   | TV UFMA                  | São Luís, Maranhão            | Passa a se chamar TV Universitária                   | [carece de fontes?] |
| 18 de fevereiro | TV CRC                   | Imperatriz, Maranhão          | Passa a se chamar TV Imperatriz                      | [carece de fontes?] |
| 11 de março     | SBT Santa Catarina       | Lages, Santa Catarina         | Passa a se chamar SCC SBT                            | [ 425 ]             |
| 25 de março     | TV Ilha do Sol           | Guarujá, São Paulo            | Passa a se chamar ISTV                               | [carece de fontes?] |
| 1.º de maio     | TV Catarina              | Florianópolis, Santa Catarina | Volta a se chamar TV Barriga Verde                   | [ 426 ]             |
| 14 de maio      | TV Paraná Educativa      | Curitiba, Paraná              | Passa a se chamar TV Paraná Turismo                  | [ 427 ]             |
| 24 de junho     | TV Jataí                 | Jataí, Goiás                  | Passa a se chamar TV Sudoeste                        | [carece de fontes?] |
| 12 de agosto    | Canal Sony               | São Paulo, SP                 | Passa a se chamar Sony Channel                       | [ 428 ]             |
| 1.º de setembro | TV Bandeirantes Campinas | Campinas, São Paulo           | Passa a se chamar TV Bandeirantes Mais               | [ 429 ]             |
| 6 de setembro   | TV ALESP                 | São Paulo, SP                 | Passa a se chamar Rede ALESP                         | [carece de fontes?] |
| 20 de setembro  | TV Cultura do Amazonas   | Manaus, Amazonas              | Passa a se chamar TV Encontro das Águas              | [ 430 ]             |
| 1.º de outubro  | RIC TV RIC TV Curitiba   | Curitiba, Paraná              | Passa a se chamar RIC Passa a se chamar RIC Curitiba | [carece de fontes?] |
| 1.º de outubro  | RIC TV Londrina          | Cornélio Procópio, Paraná     | Passa a se chamar RIC Londrina                       | [carece de fontes?] |
| 1.º de outubro  | RIC TV Maringá           | Maringá, Paraná               | Passa a se chamar RIC Maringá                        | [carece de fontes?] |
| 1.º de outubro  | RIC TV Oeste             | Toledo, Paraná                | Passa a se chamar RIC Oeste                          | [carece de fontes?] |
| 29 de outubro   | TV Educativa de Alagoas  | Maceió, Alagoas               | Passa a se chamar Educativa TV                       | [ 431 ]             |
| 3 de dezembro   | RIC TV Florianópolis     | Florianópolis, Santa Catarina | Passa a se chamar NDTV Florianópolis                 | [ 152 ]             |
| 3 de dezembro   | RIC TV Blumenau          | Blumenau, Santa Catarina      | Passa a se chamar NDTV Blumenau                      | [ 152 ]             |
| 3 de dezembro   | RIC TV Chapecó           | Chapecó, Santa Catarina       | Passa a se chamar NDTV Chapecó                       | [ 152 ]             |
| 3 de dezembro   | RIC TV Itajaí            | Itajaí, Santa Catarina        | Passa a se chamar NDTV Itajaí                        | [ 152 ]             |
| 3 de dezembro   | RIC TV Joinville         | Joinville, Santa Catarina     | Passa a se chamar NDTV Joinville                     | [ 152 ]             |
| 3 de dezembro   | RIC TV Xanxerê           | Xanxerê, Santa Catarina       | Passa a se chamar NDTV Xanxerê                       | [ 152 ]             |
| 4 de dezembro   | TV Costa Norte           | Bertioga, São Paulo           | Passa a se chamar TV Cultura Litoral                 | [ 432 ]             |
| 16 de dezembro  | TV Capital               | Sinop, Mato Grosso            | Passa a se chamar Real TV                            | [ 433 ]             |

### Trocas de afiliação
| Data            | Emissora                           | Cidade, UF                      | Afiliação anterior   | Afiliação nova    | Notas | Ref.                    |
| --------------- | ---------------------------------- | ------------------------------- | -------------------- | ----------------- | --- | ----------------------- |
| 25 de fevereiro | TVE Tocantins                      | Palmas, Tocantins               | TV Brasil            | TV Cultura        | A emissora volta a transmitir a programação da TV Cultura, deixando a TV Brasil que ficou sem sinal no estado, após 8 anos de afiliação | [ 434 ]                 |
| 27 de março     | TV Universitária                   | São Luís, Maranhão              | TV Cultura           | MultiCultura      | A emissora perdeu a afiliação com a TV Cultura após pouco mais de três anos, convertendo sua programação inicialmente em reprises de programas locais e, provisoriamente, a retransmissão do canal MultiCultura | [carece de fontes?]     |
| 28 de março     | TV Maranhense                      | São Luís, Maranhão              | Rede Bandeirantes    | TV Cultura        | Após um ano e dois meses disputando judicialmente a afiliação com a TV Metropolitana, a emissora deixou a Rede Bandeirantes após 19 anos e substituiu a TV Universitária como afiliada da TV Cultura | [carece de fontes?]     |
| 28 de abril     | TV Guanaré                         | Caxias, Maranhão                | Record News          | RedeTV!           | A emissora deixou a antiga rede com a qual estava afiliada desde a sua inauguração em 2018, e a RedeTV! retomou suas transmissões em Caxias após 8 anos, quando a extinta TV Leste saiu do ar | [carece de fontes?]     |
| 3 de junho      | TV A Crítica                       | Manaus, Amazonas                | RecordTV             | Independente      | Após quase 12 anos, a RecordTV rompeu com a afiliada por não se comprometer a abrir mais espaços para a grade de programação local, que já somava 9 horas diárias. Inicialmente, a desfiliação estava prevista para 17 de junho, quando ocorreria também a inauguração da RecordTV Manaus. No entanto, a TV A Critica antecipou a saída para 3 de junho, deixando sua antiga rede sem sinal no Amazonas | [ 435 ] [ 436 ] [ 437 ] |
| 3 de junho      | TV A Crítica Parintins             | Parintins, Amazonas             | RecordTV             | Independente      | Após quase 12 anos, a RecordTV rompeu com a afiliada por não se comprometer a abrir mais espaços para a grade de programação local, que já somava 9 horas diárias. Inicialmente, a desfiliação estava prevista para 17 de junho, quando ocorreria também a inauguração da RecordTV Manaus. No entanto, a TV A Critica antecipou a saída para 3 de junho, deixando sua antiga rede sem sinal no Amazonas | [ 435 ] [ 436 ] [ 437 ] |
| 1.º de setembro | TV Cidade Verde Cuiabá             | Cuiabá, Mato Grosso             | Rede Bandeirantes    | Rede Cidade Verde | As emissoras componentes da Rede Cidade Verde partem para uma programação independente, deixando a Rede Bandeirantes sem sinal no Mato Grosso após 10 anos e 3 meses de afiliação. De acordo com a emissora, a desfiliação se deu porque a Band deixou de honrar compromissos contratuais de repasses financeiros em razão da crise que vinha ocorrendo desde 2014                                      | [ 438 ]                 |
| 1.º de setembro | TV Cidade Verde Juína              | Juína, Mato Grosso              | Rede Bandeirantes    | Rede Cidade Verde | As emissoras componentes da Rede Cidade Verde partem para uma programação independente, deixando a Rede Bandeirantes sem sinal no Mato Grosso após 10 anos e 3 meses de afiliação. De acordo com a emissora, a desfiliação se deu porque a Band deixou de honrar compromissos contratuais de repasses financeiros em razão da crise que vinha ocorrendo desde 2014                                      | [ 438 ]                 |
| 1.º de setembro | TV Cidade Verde Primavera do Leste | Primavera do Leste, Mato Grosso | Rede Bandeirantes    | Rede Cidade Verde | As emissoras componentes da Rede Cidade Verde partem para uma programação independente, deixando a Rede Bandeirantes sem sinal no Mato Grosso após 10 anos e 3 meses de afiliação. De acordo com a emissora, a desfiliação se deu porque a Band deixou de honrar compromissos contratuais de repasses financeiros em razão da crise que vinha ocorrendo desde 2014                                      | [ 438 ]                 |
| 1.º de setembro | TV Cidade Verde Rondonópolis       | Rondonópolis, Mato Grosso       | Rede Bandeirantes    | Rede Cidade Verde | As emissoras componentes da Rede Cidade Verde partem para uma programação independente, deixando a Rede Bandeirantes sem sinal no Mato Grosso após 10 anos e 3 meses de afiliação. De acordo com a emissora, a desfiliação se deu porque a Band deixou de honrar compromissos contratuais de repasses financeiros em razão da crise que vinha ocorrendo desde 2014                                      | [ 438 ]                 |
| 1.º de setembro | TV Cidade Verde Sorriso            | Sorriso, Mato Grosso            | Rede Bandeirantes    | Rede Cidade Verde | As emissoras componentes da Rede Cidade Verde partem para uma programação independente, deixando a Rede Bandeirantes sem sinal no Mato Grosso após 10 anos e 3 meses de afiliação. De acordo com a emissora, a desfiliação se deu porque a Band deixou de honrar compromissos contratuais de repasses financeiros em razão da crise que vinha ocorrendo desde 2014                                      | [ 438 ]                 |
| 1.º de setembro | TV Cidade Verde Tangará da Serra   | Tangará da Serra, Mato Grosso   | Rede Bandeirantes    | Rede Cidade Verde | As emissoras componentes da Rede Cidade Verde partem para uma programação independente, deixando a Rede Bandeirantes sem sinal no Mato Grosso após 10 anos e 3 meses de afiliação. De acordo com a emissora, a desfiliação se deu porque a Band deixou de honrar compromissos contratuais de repasses financeiros em razão da crise que vinha ocorrendo desde 2014                                      | [ 438 ]                 |
| 1.º de setembro | TV Mutum                           | Nova Mutum, Mato Grosso         | Rede Bandeirantes    | Rede Cidade Verde | A emissora foi a primeira a tornar-se afiliada à Rede Cidade Verde, deixando a Band após um ano de afiliação | [ 438 ]                 |
| 9 de setembro   | TV Piraíba                         | Colíder, Mato Grosso            | RedeTV!              | Rede Cidade Verde | A emissora deixou a RedeTV!, da qual era uma afiliada de longa data (estando com a rede desde sua criação em 1999), para integrar a recém-criada Rede Cidade Verde | [carece de fontes?]     |
| 20 de setembro  | TV Encontro das Águas              | Manaus, Amazonas                | TV Cultura TV Brasil | TV Brasil         | Com a troca de nome e a reformulação da programação local, a emissora deixa de retransmitir a programação da TV Cultura, exatamente dois anos depois de ter se afiliado | [ 430 ]                 |
| 14 de outubro   | TV Imperatriz                      | Imperatriz, Maranhão            | Rede Bandeirantes    | Record News       | A TVI encerrou sua parceria com a Band após 41 anos, sendo até então a sua afiliada mais antiga, após decisão da rede em não continuar com a emissora. A Record News voltou a ter sinal em Imperatriz menos de um ano depois da Record News Imperatriz sair do ar durante o apagão analógico, enquanto a Band ficou sem sinal na região                                                                 | [carece de fontes?]     |
| 25 de novembro  | TV Jornal                          | Limeira, São Paulo              | Independente         | TV Cultura        | A emissora torna-se a segunda afiliada da TV Cultura no interior paulista, após manter uma programação independente desde a fundação em 1993 | [ 439 ]                 |
| 4 de dezembro   | TV Cultura Litoral                 | Bertioga, São Paulo             | TV Brasil            | TV Cultura        | A emissora deixa a TV Brasil e torna-se a terceira afiliada da TV Cultura no estado de São Paulo, cobrindo a região da Baixada Santista | [ 432 ]                 |
| 18 de dezembro  | TV UNESP                           | Bauru, São Paulo                | TV Brasil            | TV Cultura        | A emissora é a quarta a deixar a TV Brasil e tornar-se afiliada à TV Cultura no interior paulista | [ 440 ]                 |

## Mortes
| Data            | Nome                                       | Idade | Notas | Ref.    |
| --------------- | ------------------------------------------ | ----- | --- | ------- |
| 4 de janeiro    | Sérgio Pinheiro                            | 75    | Cronista esportivo. Trabalhou na TV Verdes Mares e na TV Diário | [ 441 ] |
| 9 de janeiro    | Padre Quevedo                              | 88    | Religioso e parapsicólogo hispano-brasileiro. Fez diversas aparições em programas da televisão brasileira relacionadas a temas sobrenaturais e de mediunidade. Também apresentou no Fantástico o quadro O Caçador de Enigmas, em 2000                                                          | [ 442 ] |
| 15 de janeiro   | Edyr de Castro                             | 72    | Cantora e atriz. Na televisão, trabalhos notáveis incluem Tenda dos Milagres, Cambalacho, A Turma do Pererê e Poder Paralelo | [ 443 ] |
| 23 de janeiro   | Caio Junqueira                             | 42    | Ator. Na televisão, trabalhos notáveis incluem A Escrava Isaura, A Lei e o Crime e Ribeirão do Tempo | [ 444 ] |
| 26 de janeiro   | Wagner Montes                              | 64    | Radialista e apresentador. Na televisão, trabalhos notáveis incluem Aqui e Agora, O Povo na TV, Programa Wagner Montes e Verdade do Povo, tendo trabalhado na Rede Tupi, SBT, CNT e RecordTV                                                                                                   | [ 445 ] |
| 29 de janeiro   | Gilberto Marmorosch                        | 74    | Ator. Na televisão, trabalhos notáveis incluem Cama de Gato, Êta Mundo Bom! e Pega Pega | [ 446 ] |
| 11 de fevereiro | Ricardo Boechat                            | 66    | Jornalista e radialista. Na televisão, foi um dos comentaristas do Bom Dia Brasil na Rede Globo e âncora do Jornal da Band na Rede Bandeirantes. | [ 447 ] |
| 12 de fevereiro | Deise Cipriano                             | 39    | Cantora (Fat Family). Na televisão, foi uma das juradas do Canta Comigo na RecordTV | [ 448 ] |
| 13 de fevereiro | Bibi Ferreira                              | 96    | Cantora e atriz. Na televisão, foi apresentadora do Brasil 60 na TV Excelsior, Bibi Especial, Festival do Carnaval e Bibi ao Vivo na Rede Tupi e Brasil 78 e Brasil 79 na Rede Globo | [ 449 ] |
| 17 de fevereiro | Vandré Fonseca                             | 46    | Jornalista. Foi repórter da TV Amazonas entre 1998 e 2017 | [ 450 ] |
| 19 de fevereiro | Wilson Fragoso                             | 89    | Ator. Na televisão, trabalhos notáveis incluem Somos Todos Irmãos, Meu Rico Português e Gaivotas | [ 451 ] |
| 19 de fevereiro | Dometila Garrido                           | 85    | Jornalista e produtora. Trabalhou entre 1961 e 1975 na TV Itapoan, onde foi responsável por várias atrações da emissora e pela coordenação do Miss Bahia | [ 452 ] |
| 24 de fevereiro | José D'Artagnan Júnior                     | 58    | Ator. Na televisão, trabalhos notáveis incluem Da Cor do Pecado, A Lua Me Disse e Negócio da China | [ 453 ] |
| 24 de fevereiro | Alcides Campolongo                         | 94    | Pastor adventista. Foi o primeiro apresentador do programa religioso Fé para Hoje, primeiro programa voltado ao público evangélico na TV brasileira. | [ 454 ] |
| 25 de fevereiro | Roberto Avallone                           | 72    | Cronista esportivo. Na televisão, trabalhos notáveis incluem Mesa Redonda, Bola na Rede, Esporte Total e No Pique, tendo passado por TV Gazeta, RedeTV!, Rede Bandeirantes, CNT e SporTV | [ 455 ] |
| 3 de março      | Anita Bittencourt                          | 62    | Jornalista, foi repórter da RBS TV Florianópolis | [ 456 ] |
| 14 de março     | Maria Isabel de Lizandra                   | 72    | Atriz. Trabalhos notáveis incluem O Tempo e o Vento, Mulheres de Areia, Éramos Seis, Cara a Cara e Vale Tudo | [ 457 ] |
| 15 de março     | Márcia Real                                | 90    | Atriz. Trabalhos notáveis incluem Redenção, As Pupilas do Senhor Reitor, Gaivotas, De Corpo e Alma e Ô... Coitado! | [ 458 ] |
| 23 de março     | Domingos de Oliveira                       | 82    | Ator e diretor. Na televisão, dirigiu Confissões de Adolescente e foi roteirista de Ciranda, Cirandinha, Contos de Verão e 74.5 Uma Onda no Ar, além de atuar em JK e As Noivas de Copacabana                                                                                                  | [ 459 ] |
| 26 de março     | Rafael Henzel                              | 45    | Jornalista e cronista esportivo. Na televisão, trabalhou como repórter da TV Xanxerê e da TV Rio Sul. Foi um dos sobreviventes da queda do Voo LaMia 2933 | [ 460 ] |
| 30 de março     | Marco Antônio Eugênio Martini (Marquinhos) | 70    | Humorista. Trabalhou como ator de pegadinhas em diversos programas da RedeTV!, como Eu Vi na TV, Te Peguei e João Kléber Show, além da série Vila Maluca | [ 461 ] |
| 31 de março     | Carlos Tourinho                            | 57    | Jornalista. Trabalhou como repórter, apresentador e chefe de reportagem da Rede Gazeta e foi diretor de jornalismo da Record News Espírito Santo | [ 462 ] |
| 21 de abril     | Yasmin Gabrielle                           | 17    | Foi assistente mirim do apresentador Raul Gil no Programa Raul Gil | [ 463 ] |
| 28 de abril     | Caroline Bittencourt                       | 37    | Modelo e apresentadora. Foi apresentadora do programa Top Report na RedeTV! e repórter do programa Hoje Em Dia na RecordTV | [ 464 ] |
| 1.º de maio     | Fernando Petelinkar                        | —     | Ator. Trabalhos notáveis incluem Cabocla e Sinhá Moça | [ 465 ] |
| 1.º de maio     | Ricardo Bomba                              | 37    | Humorista. Foi apresentador do programa Paranoia, exibido pela RBA TV | [ 466 ] |
| 2 de maio       | Antunes Filho                              | 89    | Diretor teatral. Na televisão, produziu episódios do Grande Teatro Tupi e TV de Comédia na Rede Tupi e dirigiu a telenovela Venha Ver o Sol na Estrada na RecordTV | [ 467 ] |
| 11 de maio      | Lúcio Mauro                                | 92    | Ator, diretor e humorista. Trabalhos notáveis incluem Balança Mas Não Cai, Chico Anysio Show, Escolinha do Professor Raimundo e Zorra Total, com passagens pela Rede Tupi, TV Rio, TV Excelsior e Rede Globo                                                                                   | [ 468 ] |
| 12 de maio      | Raimundo Carlos Pereira                    | 38    | Apresentador. Comandou o programa Balanço Geral na TV Cidade de Viana, Maranhão | [ 469 ] |
| 22 de maio      | Graciliano Rodrigues                       | 65    | Jornalista. Apresentou telejornais na RIC TV Itajaí e TV Brasil Esperança | [ 470 ] |
| 25 de maio      | Lady Francisco                             | 79    | Atriz. Trabalhos notáveis incluem Jerônimo, o Herói do Sertão, Marron Glacê, Louco Amor, Marcas da Paixão e República do Peru | [ 471 ] |
| 2 de junho      | Flora Diegues                              | 34    | Atriz. Trabalhos notáveis incluem Só Garotas, Além do Tempo e Deus Salve o Rei | [ 472 ] |
| 2 de junho      | Gabi Costa                                 | 33    | Atriz. Participou de programas humorísticos, séries e telenovelas da Rede Globo como Zorra Total, Malhação e Órfãos da Terra | [ 473 ] |
| 3 de junho      | Sônia Guedes                               | 86    | Atriz. Trabalhos notáveis incluem Vila Sésamo, Malu Mulher, Esmeralda, Luz do Sol e Poder Paralelo | [ 474 ] |
| 5 de junho      | Marisa Teixeira                            | —     | Trabalhou como assistente de palco do apresentador Silvio Santos em vários dos seus programas | [ 475 ] |
| 7 de junho      | Lafayette Galvão                           | 87    | Ator. Trabalhos notáveis incluem Dona Beija, Terra Nostra, Malhação e Poder Paralelo | [ 476 ] |
| 9 de junho      | Rafael Miguel                              | 22    | Ator. Trabalhos notáveis incluem JK, Cristal, Pé na Jaca, O Natal do Menino Imperador, Casos e Acasos, Cama de Gato e Chiquititas | [ 477 ] |
| 13 de junho     | Bernardo Bittencourt Neto                  | 64    | Jornalista. Na televisão, atuou pela TV Paranaense | [ 478 ] |
| 15 de junho     | José Woitechumas                           | 69    | Jornalista. Trabalhou na TV Imembuí e TV Nacional, além de ter sido comentarista político freelancer para várias emissoras | [ 479 ] |
| 15 de junho     | Milton Camargo                             | 89    | Cronista esportivo. Na televisão, atuou como comentarista na TV Tupi São Paulo | [ 480 ] |
| 17 de junho     | Sérgio Luiz Pichetto                       | —     | Jornalista. Trabalhou como apresentador de telejornais na TV Paraná e na TV Curitiba | [ 481 ] |
| 19 de junho     | Rubens Ewald Filho                         | 74    | Roteirista e crítico de cinema. Atou como comentarista em diversas emissoras de televisão do país, e mais notavelmente foi um dos apresentadores do Oscar na TNT. Também foi, juntamente com Silvio de Abreu, o autor de duas adaptações do livro Éramos Seis como telenovelas, em 1977 e 1994 | [ 482 ] |
| 20 de junho     | Eloy Araújo                                | 81    | Autor e roteirista. Na televisão, trabalhos notáveis incluem Feijão Maravilha, Selva de Pedra e 74.5: Uma Onda no Ar | [ 483 ] |
| 27 de junho     | João Cláudio Netto Estrela                 | 39    | Jornalista. Trabalhou como produtor e repórter da TV Globo Brasília | [ 484 ] |
| 2 de julho      | Carlos Alberto Ratton                      | 76    | Autor e roteirista. Na televisão, trabalhos notáveis incluem Você Decide e Mandacaru | [ 485 ] |
| 6 de julho      | Salomão Schvartzman                        | 83    | Jornalista e apresentador. Trabalhos notáveis incluem Momento Econômico, Clássicos em Manchete, Salomão: e Arte 1 in Concert | [ 486 ] |
| 8 de julho      | Patrícia Araújo                            | 37    | Modelo e atriz. Trabalhos notáveis incluem Luz do Sol, A Lei e o Crime e Salve Jorge | [ 487 ] |
| 10 de julho     | Paulo Henrique Amorim                      | 77    | Jornalista. Trabalhos notáveis incluem Fogo Cruzado, Jornal da Band, Conversa Afiada, Tudo a Ver e Domingo Espetacular, tendo passado por Rede Manchete, Rede Globo, Rede Bandeirantes, TV Cultura e RecordTV                                                                                  | [ 488 ] |
| 16 de julho     | José Antonio de Souza                      | —     | Autor e roteirista. Na televisão, trabalhos notáveis incluem Tudo ou Nada, Rainha da Sucata e O Portador | [ 489 ] |
| 21 de julho     | Mário Lúcio Vaz                            | 86    | Trabalhou como diretor artístico em programas da TV Itacolomi e Rede Globo | [ 490 ] |
| 23 de julho     | Juarez Soares                              | 78    | Cronista esportivo. Trabalhou como comentarista na Rede Globo, Rede Bandeirantes, SBT, RecordTV e RedeTV! | [ 491 ] |
| 28 de julho     | Ruth de Souza                              | 98    | Atriz. Trabalhos notáveis incluem Grande Teatro Tupi, A Deusa Vencida, A Cabana do Pai Tomás, Bicho do Mato, Você Decide e Se Eu Fechar os Olhos Agora | [ 492 ] |
| 29 de julho     | Isabel Tereza                              | 93    | Atriz. Trabalhos notáveis incluem Corpo Santo, O Cafona e O Rebu | [ 493 ] |
| 30 de julho     | Humberto Valadares                         | 58    | Jornalista e radialista. Trabalhou como apresentador e comentarista na TV Triângulo, TV Globo Brasília, TV Nacional e TV NBR | [ 494 ] |
| 30 de julho     | Odayr Baptista                             | 83    | Radialista. Na televisão, foi ator da telenovela Ricardinho: Sou Criança, Quero Viver e apresentador de algumas atrações da Rede Bandeirantes. | [ 495 ] |
| 30 de julho     | Adolfo de Oliveira Franco Júnior           | 78    | Empresário. Foi sócio-proprietário da TV Paranaense entre 1969 e 1976 | [ 496 ] |
| 6 de agosto     | Tadeu de Souza                             | 57    | Jornalista. Trabalhou na TV Alvorada e TV Em Tempo Parintins | [ 497 ] |
| 12 de agosto    | João Carlos Barroso                        | 69    | Ator. Trabalhos notáveis incluem Teatrinho Trol, Estúpido Cupido, Roque Santeiro, Pedra sobre Pedra e Zorra Total | [ 498 ] |
| 23 de agosto    | Kito Junqueira                             | 71    | Ator, diretor e apresentador. Trabalhos notáveis incluem Vila do Arco, Tchan, a Grande Sacada, Te Contei?, Maçã do Amor, Jogo do Amor, Chapadão do Bugre e Acredite se Quiser | [ 499 ] |
| 25 de agosto    | Fernanda Young                             | 49    | Atriz, escritora e apresentadora. Trabalhos notáveis incluem A Comédia da Vida Privada, Os Normais, Saia Justa, Surtadas na Yoga, Irritando Fernanda Young e Como Aproveitar o Fim do Mundo | [ 500 ] |
| 30 de agosto    | José Divino Pereira                        | 83    | Jornalista. Ocupou diversas funções na TV Anhanguera Goiânia, sendo a mais notável de locutor do programa A Hora do Ângelus | [ 501 ] |
| 30 de agosto    | Santiago Roa Júnior                        | 44    | Jornalista, professor e músico. Foi apresentador de programas na TV Rondônia e RedeTV! Rondônia | [ 502 ] |
| 5 de setembro   | Janir de Hollanda Ferreira                 | 70    | Jornalista. Trabalhou na Rede Globo como editor executivo do Jornal Nacional | [ 503 ] |
| 7 de setembro   | Luiz Carlos Lourenço                       | 76    | Jornalista. Na televisão, ocupou diversas funções na central de jornalismo da Rede Globo | [ 504 ] |
| 20 de setembro  | Renato Bastos Ribeiro                      | 75    | Economista e empresário. Foi proprietário do Sistema Guaíba-Correio do Povo, responsável pela TV Guaíba, entre 1986 e 2007 | [ 505 ] |
| 21 de setembro  | José Neves                                 | 36    | Jornalista. Trabalhava como repórter na TV Liberal Parauapebas | [ 506 ] |
| 30 de setembro  | Newton Carlos                              | 91    | Jornalista. Na televisão, trabalhou como comentarista internacional na TV Excelsior, TV Rio, Rede Globo e Rede Bandeirantes | [ 507 ] |
| 30 de setembro  | Luiz Geraldo Vieira da Silva               | 84    | Apresentador e publicitário. Foi pioneiro da televisão em Pernambuco, onde apresentou o programa de auditório Noite de Black Tie na TV Jornal do Commercio | [ 508 ] |
| 3 de outubro    | Ricardo Chab                               | 56    | Jornalista e empresário. Na televisão, apresentou os programas Tribuna na TV na TV Iguaçu e Na Hora do Almoço na RIC TV Curitiba | [ 509 ] |
| 4 de outubro    | Egídio Brito                               | 32    | Jornalista. Trabalhou como produtor e repórter nas TVs Cidade Verde, Antena 10, Clube e Meio Norte | [ 510 ] |
| 17 de outubro   | Maurício Sherman                           | 88    | Ator e diretor. Trabalhou como diretor artístico de vários programas da Rede Tupi, Rede Bandeirantes, Rede Manchete e Rede Globo | [ 511 ] |
| 22 de outubro   | Inah de Carvalho                           | 65    | Atriz. Seu trabalho mais notável foi em Malhação Sonhos | [ 512 ] |
| 23 de outubro   | Saulo Gomes                                | 91    | Jornalista e escritor. Foi repórter da Rede Tupi e RecordTV, além de ter sido diretor de jornalismo da TV Rio Preto e da TV Brasil Oeste | [ 513 ] |
| 24 de outubro   | Dari Mess                                  | 69    | Apresentador. Atuou por várias emissoras do interior do Paraná, com o programa Raízes do Paraná (TV Tarobá) e outras atrações | [ 514 ] |
| 25 de outubro   | Miguel Torres                              | 59    | Jornalista. Apresentou programas da TV Gazeta e TVE Alagoas e era produtor da TV Pajuçara | [ 515 ] |
| 25 de outubro   | Guilherme Augusto                          | 71    | Jornalista. Foi apresentador do programa Mais, na RBA TV | [ 516 ] |
| 27 de outubro   | Jorge Fernando                             | 64    | Diretor e ator. Trabalhos notáveis incluem Ciranda Cirandinha, Guerra dos Sexos, Que Rei Sou Eu?, Rainha da Sucata, A Próxima Vítima, Chocolate com Pimenta, Caras & Bocas, Macho Man, Divertics e Verão 90                                                                                    | [ 517 ] |
| 31 de outubro   | Heloísa Raso                               | 64    | Atriz. Trabalhos notáveis incluem Anjo Mau, Estúpido Cupido, Sassaricando e Anjo de Mim | [ 518 ] |
| 2 de novembro   | Milton Colen                               | 89    | Jornalista e locutor esportivo. Na televisão, trabalhou na Rede Tupi (TV Itacolomi e TV Itapoan), Rede Globo, TVE Rio de Janeiro, TV Rio e Rede Bandeirantes | [ 519 ] |
| 7 de novembro   | Carlos Marcondes                           | 67    | Jornalista e advogado. Foi apresentador do programa Diálogo Franco, na Band Vale | [ 520 ] |
| 11 de novembro  | Inaldo Sampaio                             | 64    | Jornalista. Foi comentarista de política do telejornal Bom Dia Pernambuco, na TV Globo Nordeste | [ 521 ] |
| 18 de novembro  | Walmir Santana                             | 60    | Ator de teatro. Na televisão, participou da telenovela Éramos Seis | [ 522 ] |
| 18 de novembro  | Lena Guimarães                             | 62    | Jornalista. Trabalhou como comentarista política na TV Correio | [ 523 ] |
| 20 de novembro  | Fábio Barreto                              | 62    | Cineasta e diretor. Seu único trabalho na televisão foi como diretor da série Donas de Casa Desesperadas, exibida pela RedeTV! | [ 524 ] |
| 21 de novembro  | Gugu Liberato                              | 60    | Apresentador e empresário. Trabalhos notáveis incluem Viva a Noite, Sabadão, Domingo Legal, Programa do Gugu, Power Couple e Canta Comigo. Também foi proprietário da produtora GGP, responsável pela produção de programas da extinta TV Jornal do Brasil e pelo Gugu                         | [ 525 ] |
| 23 de novembro  | Kitty Balieiro                             | 62    | Jornalista. Foi repórter, apresentadora e produtora de programas da Rede Globo, SBT, TV Cultura, RecordTV e ESPN Brasil | [ 526 ] |
| 26 de novembro  | Charles Gutemberg (Rapadura)               | 57    | Humorista. Na televisão, participou dos programas Dedé e o Comando Maluco e A Praça é Nossa | [ 527 ] |
| 28 de novembro  | Ronald Capita                              | 20    | Jornalista. Foi apresentador de um quadro de esportes em programas da TV Corinthians | [ 528 ] |
| 29 de novembro  | Heraldo Nóbrega                            | 66    | Jornalista. Foi apresentador do programa de entrevistas Tribuna da Mídia, na TV Master de João Pessoa, Paraíba | [ 529 ] |
| 15 de dezembro  | Nelson Hoineff                             | 71    | Diretor e produtor. Trabalhos notáveis incluem Programa de Domingo, Documento Especial, Realidade e Primeiro Plano | [ 530 ] |
| 20 de dezembro  | Zilda Cardoso                              | 83    | Atriz e humorista. Trabalhos notáveis incluem Zilda 23 Polegadas, Praça da Alegria, Os Trapalhões, A Praça É Nossa, Delegacia de Mulheres e Escolinha do Professor Raimundo | [ 531 ] |
| 22 de dezembro  | Bira                                       | 85    | Músico. Fez parte do sexteto musical que integrava os programas Jô Soares Onze e Meia e Programa do Jô | [ 532 ] |
| 26 de dezembro  | Rodrigo Werner                             | 48    | Chef de cozinha. Apresentou o programa Truques de Cozinha, exibido pela TV Bandeirantes Rio Grande do Sul. | [ 533 ] |
| 29 de dezembro  | Hilda Rebello                              | 95    | Atriz. Trabalhos notáveis incluem A Vida como Ela é..., Chocolate com Pimenta, Casos e Acasos e Divertics | [ 534 ] |
| 31 de dezembro  | Juliano Cezar                              | 58    | Músico. Apresentou os programas Terra Sertaneja e Rota Sertaneja na Rede Bandeirantes, Aparecida Sertaneja na TV Aparecida e Arena Brasil na Rede Vida | [ 535 ] |
| 31 de dezembro  | Sérgio Vieira                              | 57    | Empresário e publicitário. Foi proprietário da Bem TV de Tangará da Serra, Mato Grosso | [ 536 ] |